# Fundación de Puebla

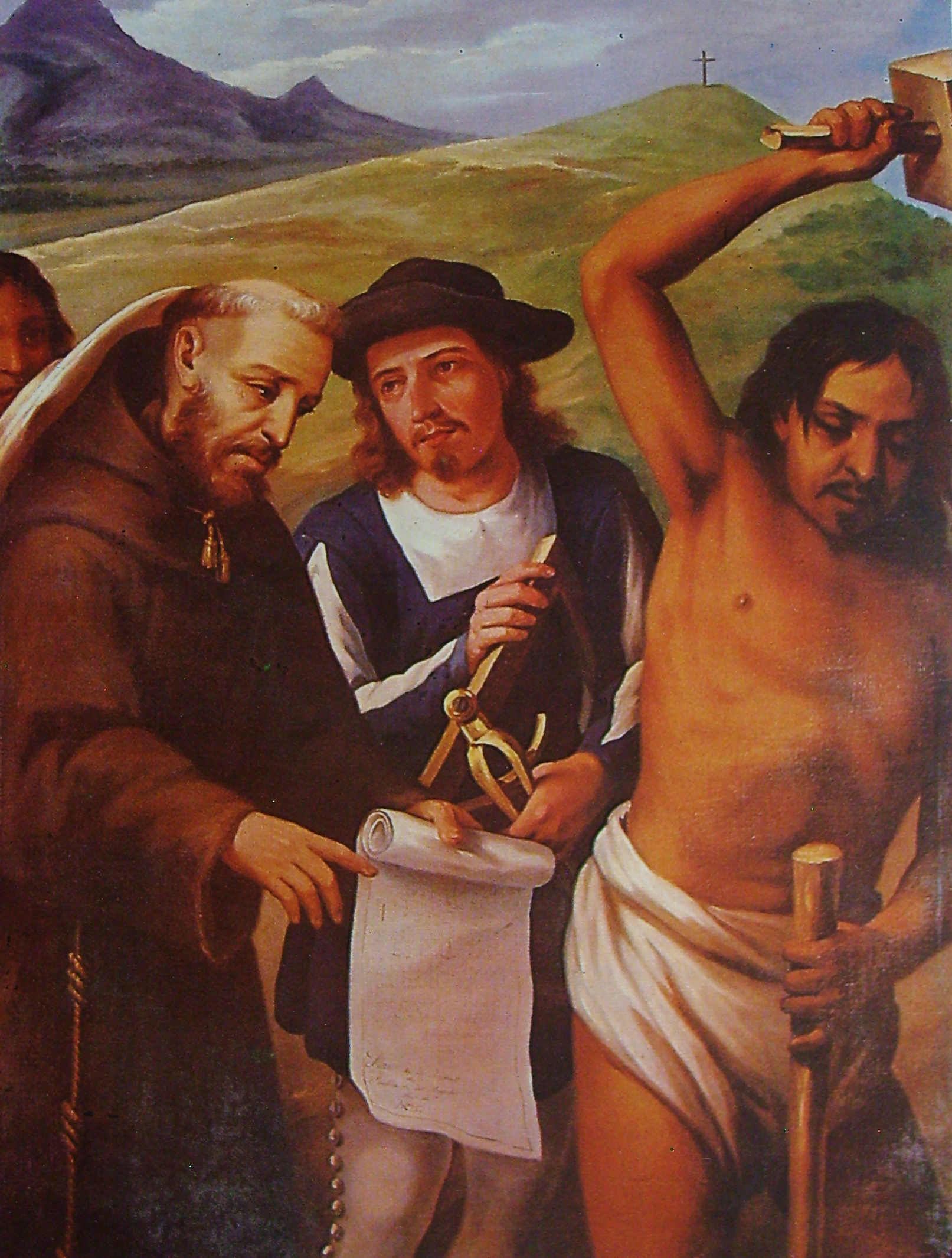
Representación pictórica de la fundación de Puebla que se conserva en el Palacio Municipal de Puebla. Fray Toribio de Benavente (Motolinia) y Hernando de Helgueta dirigen los trabajos de la traza de la ciudad.

La fundación de Puebla que originalmente se llamó Ciudad de los Ángeles, poco después Puebla de los Ángeles y actualmente la ciudad de Puebla, se efectuó el año de 1531, en el marco de la conquista y colonización del Nuevo Mundo.
Después de la caída de Tenochtitlan el 13 de agosto de 1521 y continuando el proceso de conquista, se vio la necesidad de fundar un pueblo intermedio, entre el puerto de la Villa Rica de la Vera Cruz y la nueva capital, para el creciente flujo de inmigrantes españoles que sin recursos y sin la esperanza de obtener encomiendas pudieran establecerse, y al mismo tiempo que sirviera como sitio de descanso y curación para los pasajeros provenientes de Veracruz. Para cumplir con el propósito original de ser una colonia exclusiva de españoles, era necesario no despojar de sus tierras a ningún pueblo indígena. 
Al mismo tiempo, el establecimiento se concibió como un experimento social utópico que trató de proteger a los indios del abuso de los conquistadores y de los nuevos colonizadores españoles, creando una comunidad igualitaria, que sin el apoyo de aquellos prosperaran y crearan riqueza a la colonia y a la corona, y en un sentido práctico, asegurar las comunicaciones y el comercio entre México y la costa, así como para vigilar a una populosa región indígena en caso de una rebelión, sin embargo el experimento social finalmente se vio frustrado ante la imposibilidad de prescindir de la mano de obra indígena, para convertirse al poco tiempo, en una sociedad aristocrática y opuesta a los principios que la crearon.

## Antecedentes

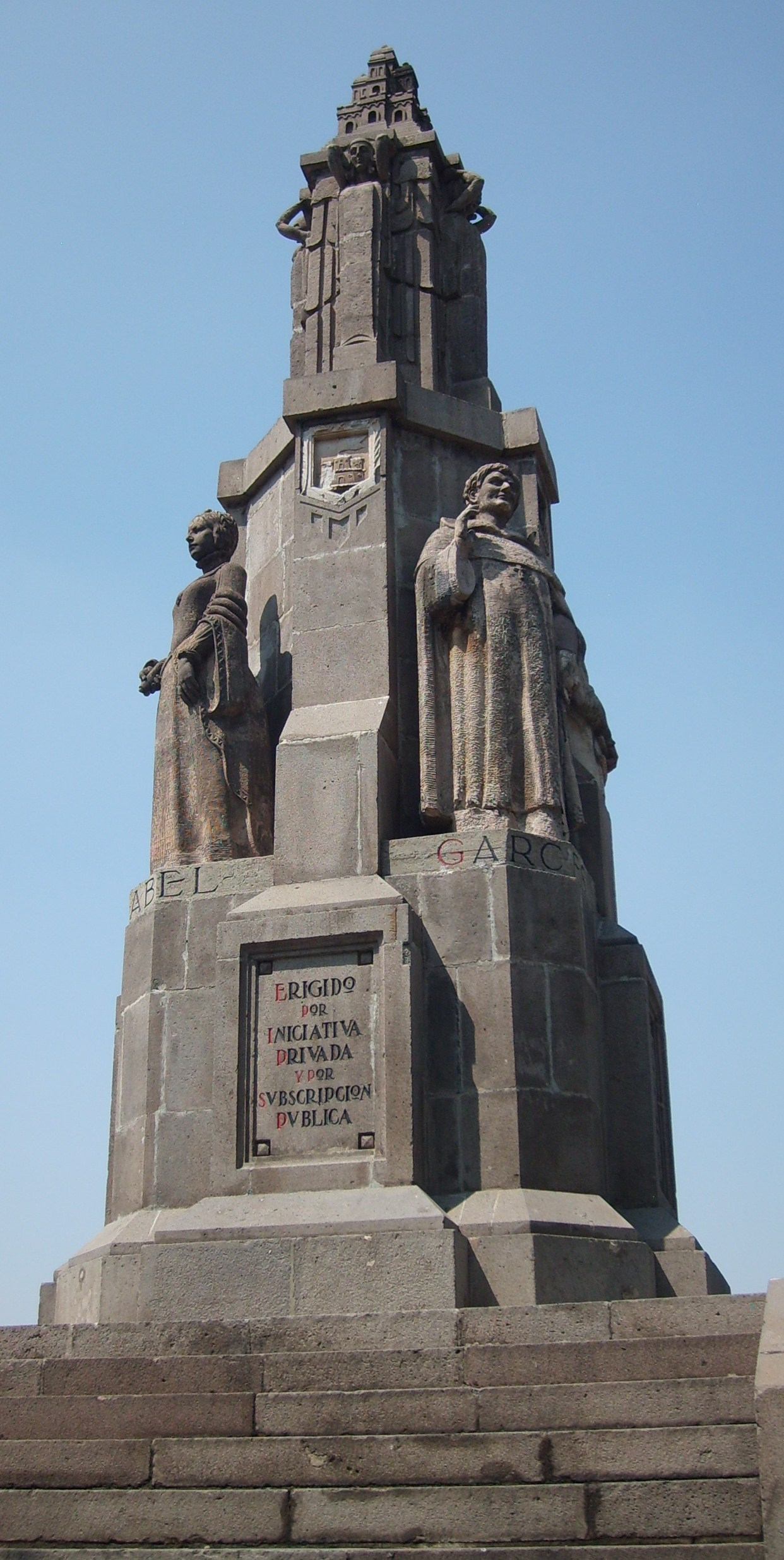
El monumento a los fundadores de Puebla, la reina Isabel de Portugal, el obispo dominico fray Julián Garcés, Juan de Salmerón y fray Toribio de Benavente (Motolinia).

El nombrado obispo, el dominico Fray Julián Garcés arribó a la Nueva España en 1526 y escogió a Tlaxcala como su nueva sede episcopal, la encontró con una numerosa población indígena y escasa de españoles, y propuso que se estableciera en ella una comunidad hispana. La razón era que Cortés no había olvidado la alianza y cooperación de Tlaxcala en la conquista y en premio eximió su territorio de establecimientos españoles, esto fue una invitación para que españoles irrumpieran a sus territorios. Garcés advirtió de las violaciones a la ley y del temor por la seguridad de sus sacerdotes, además que el abuso a los indios era un mal ejemplo y estaba en completa contradicción con lo que el dominico pretendía para ellos: su conversión y educación cristiana. Garcés pensaba que una comunidad hispana formalmente establecida haría imperar la ley en su nueva diócesis y agregando discretamente que con ello beneficiaría a los ingresos reales y a los propios indios.
Garcés no fue el único en advertir de estos problemas sino también los franciscanos encabezados en Tlaxcala por Motolinia quien advertía a los oidores que la misma situación privaba en toda la Nueva España, tal como lo escribió en su Historia:

...que hiciesen un pueblo de españoles, y que fuese gente que se diesen a labrar los campos y a  cultivar  la  tierra  a  el  modo  y  manera  de  España,  porque  la  tierra  había  muy  grande disposición y aparejo; y no que  todos estuviesen esperando repartimiento de  indios; y que se  comenzarían pueblos  en  los  cuales  se  recogerían  muchos  cristianos  que  al  presente andaban ociosos y vagabundos; y que también los indios tomarían ejemplo y aprenderían a labrar y cultivar a el modo de España; y que teniendo los españoles heredades y en qué se ocupar, perderían la voluntad y gana que tenían de se volver a sus tierras, y cobrarían amor con  la  tierra  en  que  se  viesen  con  haciendas  y  granjerías;  y  que  juntamente  con  esto, haciendo este principio, sucederían otros muchos bienes.

Tras el fracaso de la primera Audiencia, que por causa de las críticas a su mala administración impidió que se llevaran a cabo los planes fundacionales, Garcés y los padres franciscanos continuaron con la petición dirigida a la corona. Según Hirschberg, la escasa documentación disponible hace pensar que se decidió aprobar el establecimiento de la población como respuesta a la petición de Garcés, aunque el resultado no contaría con la aprobación del obispo.
La segunda Audiencia, compuesta por tres oidores y presidida por Juan de Salmerón, llegó a México a finales de 1530 con instrucciones de instalar una población española en la provincia de Tlaxcala, pero sin tener claro la ubicación exacta. Y, no obstante que la Corona siguió las recomendaciones de Garcés de establecerla en la ciudad de Tlaxcala, al final dejó a la segunda Audiencia que practicara sus funciones discrecionales y que ordenara simplemente a sus representantes fundar, en la provincia de Tlaxcala: 

"un pueblo de cristianos españoles en el más conveniente y aparejado lugar que os pareciere"

Lo cual llevó a efecto con la condición de no usurpar las tierras de los indios. Garcés se convirtió por algunos años en un acérrimo opositor del nuevo establecimiento. Así mismo, el procurador de Puebla ante la Corte, Bartolomé de Zárate, mencionaba en una relación de 1544 que Puebla debió haberse fundado en la ciudad de Tlaxcala, o por lo menos dentro de sus límites pero que la Audiencia no lo hizo por las razones anteriores.
Para abril de 1531, la segunda Audiencia ya había definido que el lugar sería en el camino de Veracruz a México, entre las ciudades de Tlaxcala y Cholula. A pesar de quedar lejos de estas poblaciones, se recurrió a los pueblos vecinos para ayudar a los colonos en la construcción de sus casas y en la preparación de las tierras de cultivo. La .Audiencia, que conocía muy bien el carácter indolente de los conquistadores, al decir que "no se abaten a ningún género de trabajo por lo mucho que creen que merecen y no estar hechos a ello", prefirieron enlistar al arquetipo del labrador español. A estos primeros pobladores se les dotó de lotes para cultivar y criar ganado. Así, el experimento social parecía encauzarse a buen término; sin embargo, la mano de obra indígena, aunque fuera eventual, no significaba un comienzo prometedor para las intenciones de la Audiencia de crear una colonia ejemplar e independiente.

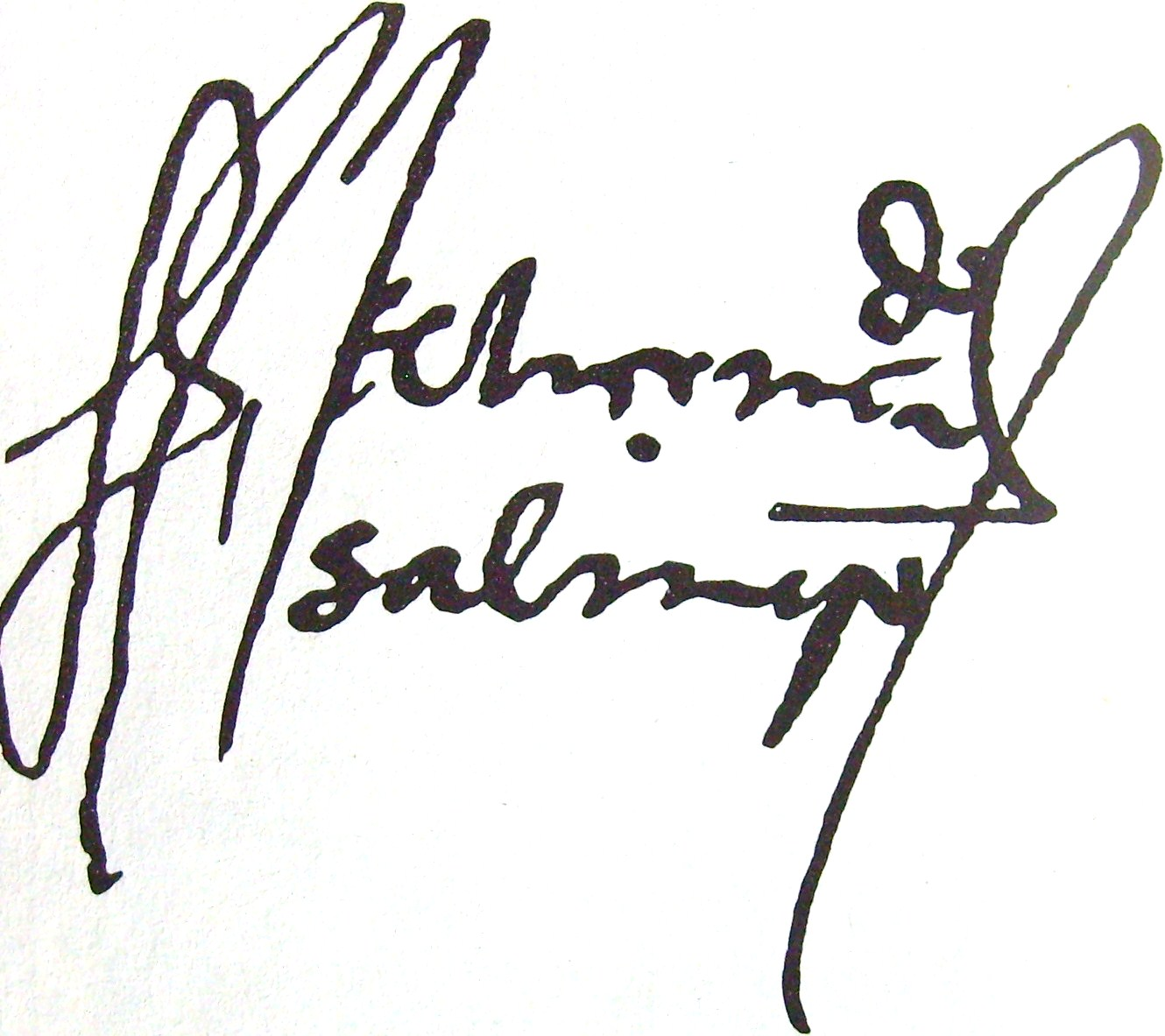
Firma del licenciado Juan de Salmerón que se halla en el Archivo del Ayuntamiento de Puebla

### La fundación

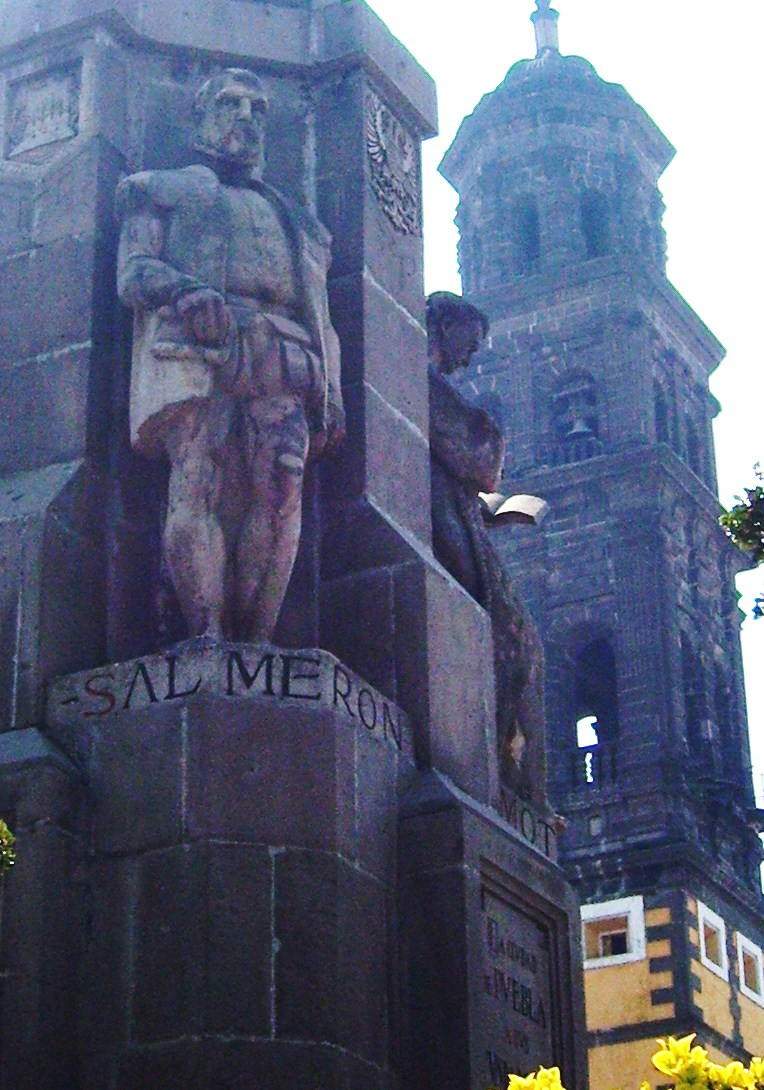
El oidor y presidente de la Real Audiencia, el licenciado Juan de Salmerón, representado en el monumento de los fundadores. Los investigadores contemporáneos han reconocido su importancia como el gran promotor y realizador de la obra fundacional de Puebla.

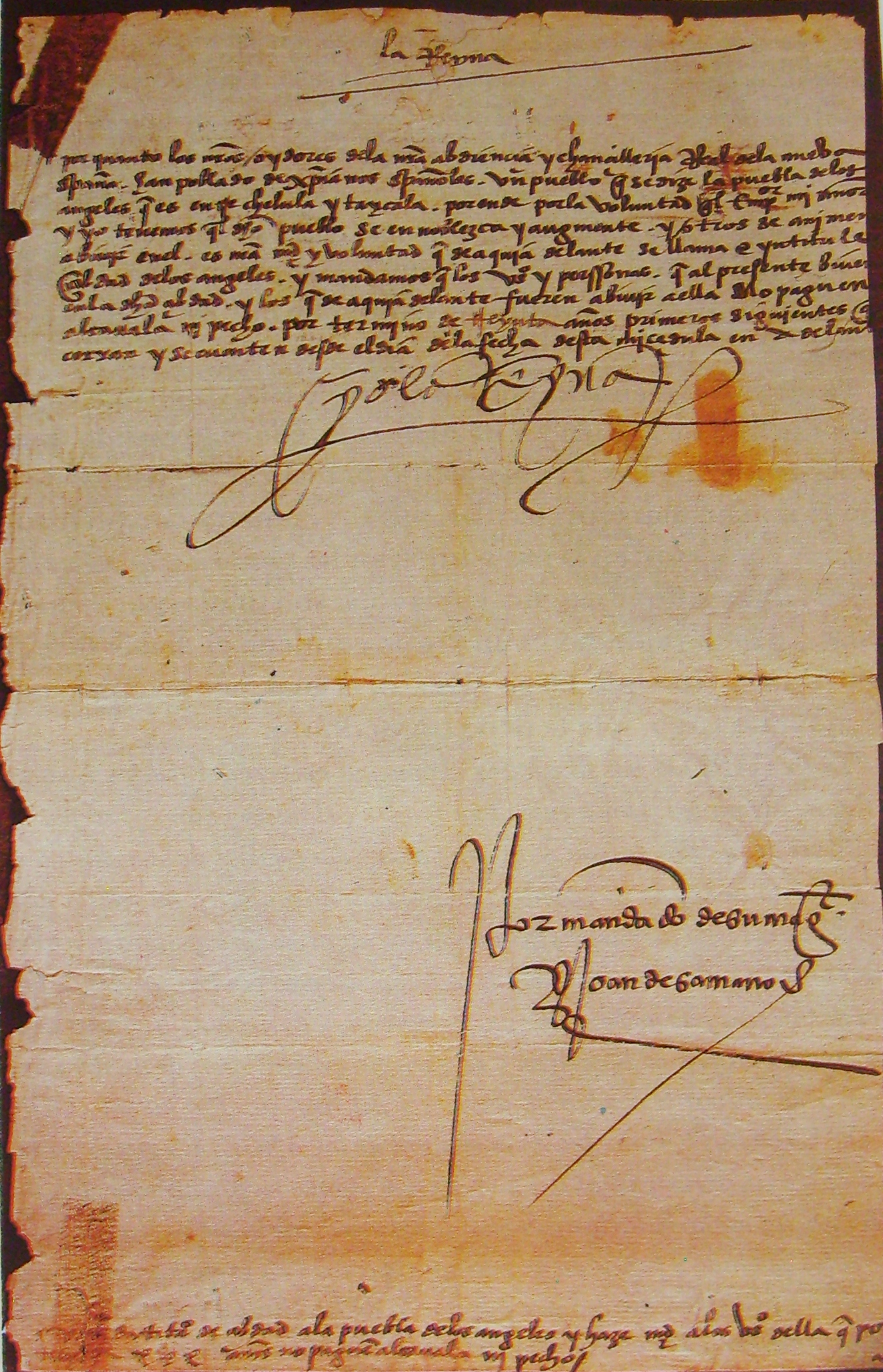
Cédula firmada por Isabel de Portugal en Medina del Campo el 20 de marzo de 1532 por la cual se le confería a Puebla el título y los derechos de una ciudad, eximiéndola al mismo tiempo del pago de alcabalas por espacio de treinta años.

Fueron los franciscanos los que según Torquemada eligieron a los primeros pobladores y quienes dispondrían la primera ayuda y servicios personales por parte de los indígenas. Los franciscanos, como dan fe documentos de la época, eran los guardianes de Cholula, Huejotzingo y Tlaxcala. La ayuda por parte de los franciscanos continuo todavía hasta 1532.
Se cuentan con estimaciones en cuanto al número y descripción de aquellos primeros colonos. Motolinia hablaba de "no más de cuarenta" y de cincuenta. Fray Luis de Fuensalida, guardián franciscano de la Ciudad de México, en un informe enviado a la corona el 27 de marzo de 1531, pedía ayuda para los recién llegados por ser estos muy pobres "todos cristianos, labradores y granjeros".
En cuanto al número de los indios que fueron traídos para construir las primeras casas, Motolinia menciona que llegaron con él entre siete u ocho mil y otros menos de Huejotzingo, Calpan, Tepeaca y Cholula. Sin embargo la Audiencia a unos días de la fundación rindió un informe diciendo que adjudicaría a cada colono entre diez y treinta trabajadores, admitiendo meses después, en otro informe, que se habían dado veinte. Hirschberg dice que esta discrepancia podría deberse a la rotación de los trabajadores de acuerdo a la carga de trabajo dentro del grupo, que era común en la época de la conquista.
Llegado el 16 de abril, día de Santo Toribio de Astorga, Motolinia cuenta como testigo ocular, que supervisó la construcción de un altar y techado rústicos, procediendo a decir misa y a bendecir el lugar, luego de esto, se comenzaron a trazar los primeros solares y calles. Se encontraba presente en la ceremonia el colono Alonso Martín Partidor, que según Hirschberg, muchos historiadores dedujeron que había sido el encargado del deslinde o "partición" de los solares, pero que probablemente partidor provendría de su madre Isabel Rodríguez Partidora.
Tanto el Clero en Motolinia, como las autoridades virreinales en Salmerón tuvieron sus representaciones para el día de la fundación, pero no pudiendo Salmerón asistir por causa de haber caído enfermo, la audiencia ordenó al corregidor de Tlaxcala Hernando de Saavedra "hombre de buen entendimiento y experiencia", que repartiera los solares y vigilara el trabajo de los indios, de los cuales, la Audiencia se responsabilizó del costo de su alimentación, liberando a Saavedra y otros encomenderos de esta responsabilidad.
El licenciado Salmerón, una vez restablecido en salud y resuelto sus asuntos, arribó a Puebla alrededor del 18 de mayo para nombrar cabildo y dar las primeras ordenanzas, con lo cual dio al establecimiento su carácter municipal. Ordenó también que el camino de Veracruz a México pasara obligadamente por Puebla asegurando con esto un constante tránsito de viajeros.
Sin embargo, desde el momento mismo de la fundación se presentaron los problemas. Motolinia sin mencionar las causas, alude a las quejas de los indios de Totimehuacan. Los españoles por su parte, a sabiendas de que el establecimiento funcionaria sin encomiendas, esperaban un cambio de actitud de los planificadores, como se desprende de un informe dado en 1534 por don Luis de Castilla. A resultas de la desilusión, Castilla encontró una población diezmada por las deserciones. Ya desde el principio Salmerón se dio cuenta de esta actitud y tuvo que convencer a la gente que no abandonara la colonia.

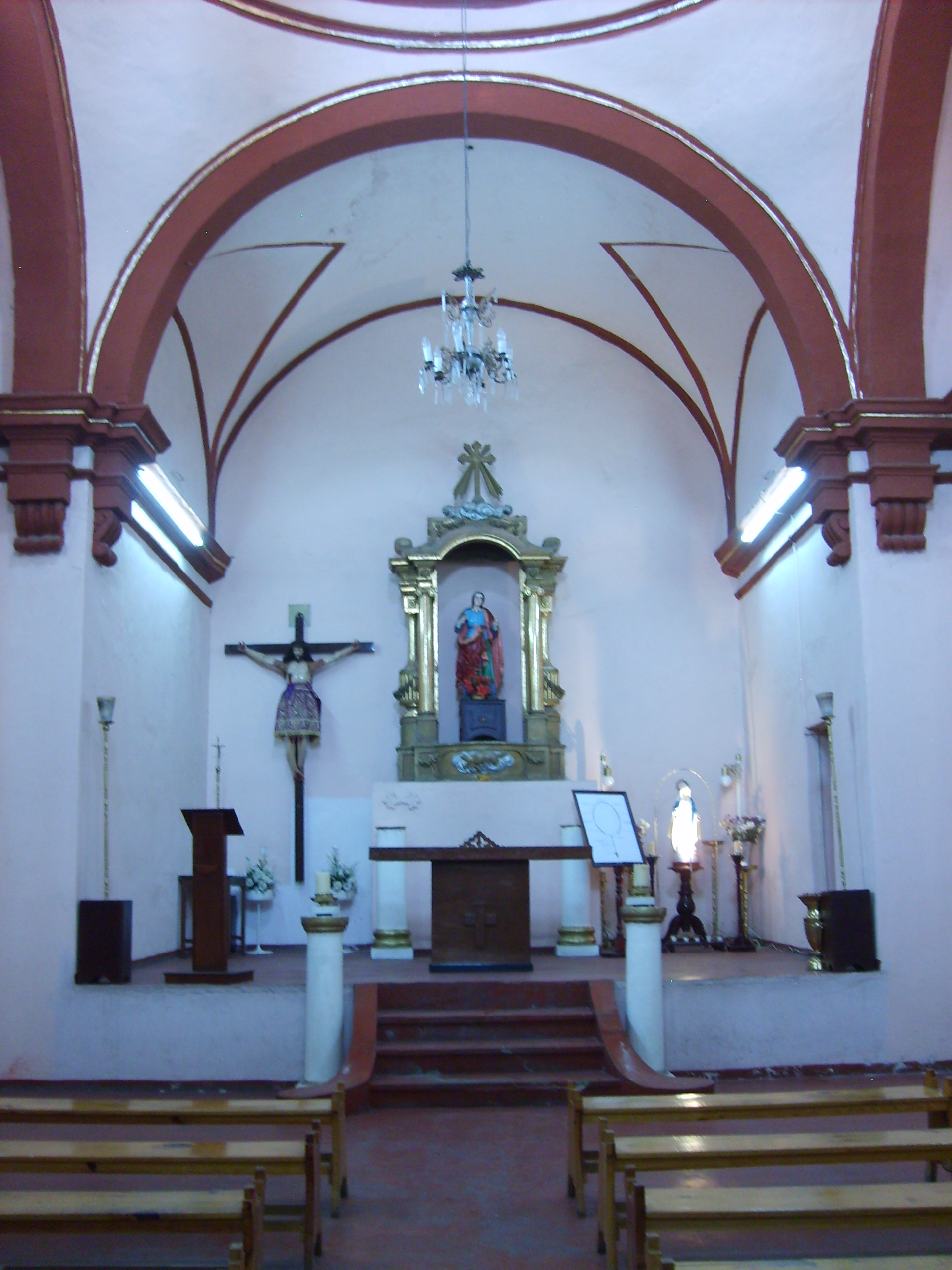

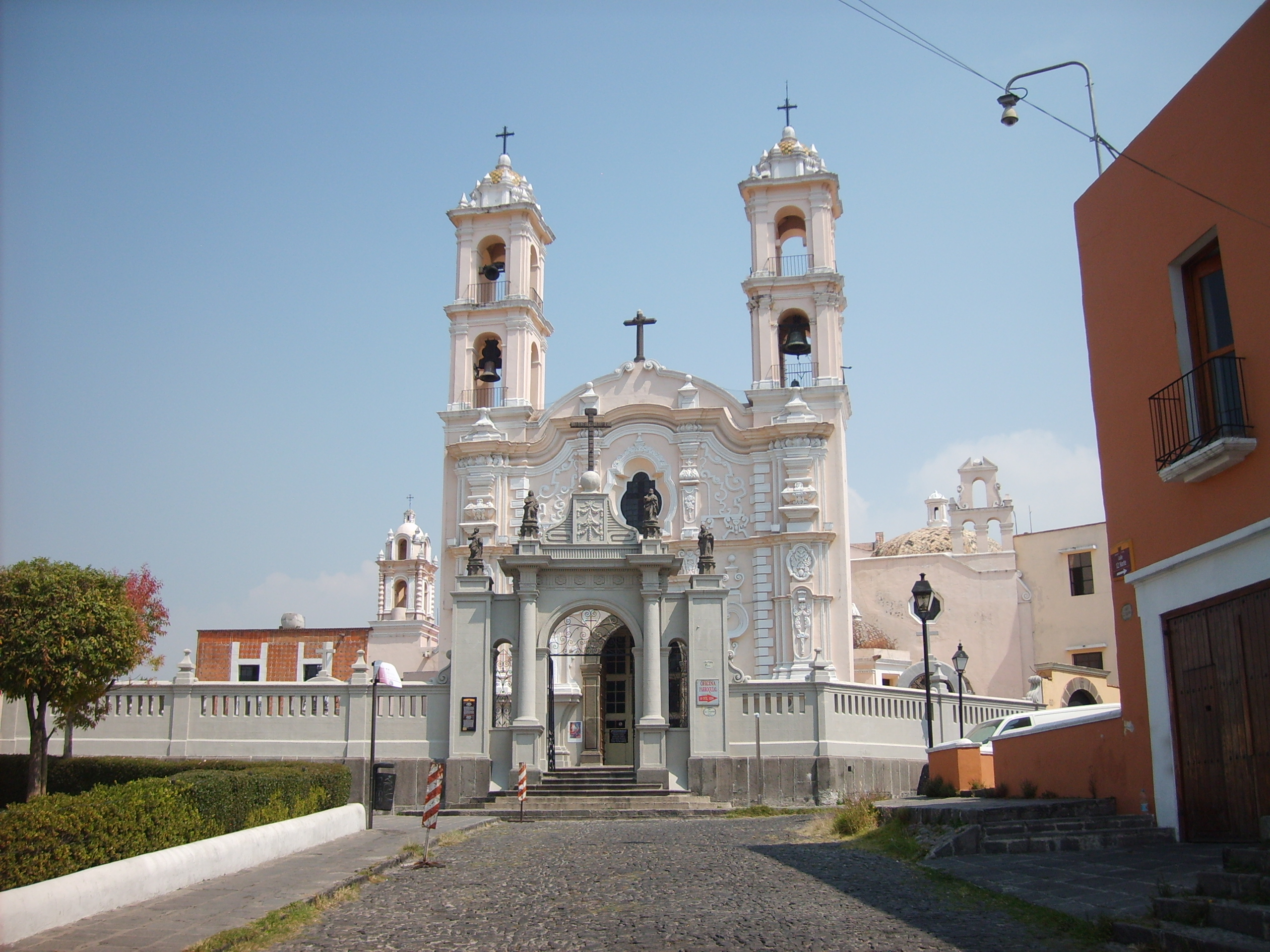
El historiador novohispano Mariano Fernández de Echeverría y Veytia consideró la posibilidad de que en el lugar que hoy ocupa la Capilla de Santa Elena, (arriba), del Templo de la Santa Cruz se haya celebrado la misa fundacional de la Puebla de los Ángeles el 16 de abril de 1531.

No obstante que las inconformidades amenazaban la existencia del establecimiento, a finales del verano la Audiencia informaba de la construcción de cincuenta casas, del hospital y de la adjudicación de nuevas tierras de labranza, las cuales comenzaban a cultivarse. Así mismo se informaba que los moradores tenían armas para su defensa y se controlaba la inmigración de otros pueblos. Los franciscanos, por su parte, expresaban que los colonos eran cristianos modelo, como el mismo Salmerón lo confirmó después de haberlos descrito como "perdidos y holgazanes".
Es posible que la Audiencia exagerara en sus apreciaciones, pero para agosto de 1531 el establecimiento ya era una firme realidad para la satisfacción de su presidente, el licenciado Salmerón, quien criticaba al español codicioso representado por los conquistadores encomenderos en especial los de la Ciudad de México de quienes decía: 

"los que en esta tierra viven apasionados de la codicia...." "...la codicia desordenada y gran holgazanería de los conquistadores, porque los que tienen repartimiento de indios se aprovechan y sirven dellos sin les dar industria de vida política y concertada, de donde podría redundar provecho para los que sirven y para los que son servidos, e los que no tienen repartimientos vienen a pedir que les den de comer y en que se sostengan, que se los debe el rey, y que mueren de hambre...; e con algunos...me ha acaecido decirles que un hombre de su dispusición debería aplicarse a trabajar... E su respuesta es con soltura e ira habiendo 
trabajado en la conquista de acá y en la de acullá..."

Salmerón trató de convencer a la Audiencia de la amenaza que representaba Puebla para los encomenderos, pues planteaba una nueva forma de repartimiento opuesta a la división de todos los indios del Nuevo Mundo entre todos los españoles. Así mismo, se protegió a la colonia de su intromisión negándoles permiso de vivir ahí. Sin embargo. Salmerón admitió que había permitido en Puebla a cinco o a seis de ellos, como una concesión extraordinaria.
Salmerón además tomó otras medidas para cambiar el carácter legal del establecimiento, tanto para el logro del éxito del experimento social como aquellas encaminadas a aplacar a los pobladores insatisfechos. Solicitó al rey le concediera a la colonia el título de ciudad para aumentar su prestigio y con el mismo fin solicitó la traslación de la sede episcopal de Tlaxcala a la nueva población. El favor real significaría el aval a un nuevo sistema opuesto a la encomienda y para Puebla un atractivo más para los nuevos pobladores.
En aras de asegurar el éxito de la colonia Salmerón cedió irrecusablemente a solicitar favores que comprometían los principios más idealistas del experimento poblano. Salmerón que criticó la codicia y holgazanería fomentada por el sistema de encomiendas, solicitó que por unos años se le otorgara a Puebla el pueblo de Totimehuacan como encomienda municipal para el servicio de sus obras públicas y que fuera eximida a perpetuidad del pago de la alcabala.
Todos los planes y esperanzas de Salmerón, de los colonos y de los sacerdotes franciscanos fueron drásticamente interrumpidos por una repentina y fulminante temporada de aguaceros que no solo imposibilitó el avance de las obras sino que arrasó literalmente con lo construido, debido a que las casas se habían hecho de adobe y paja. La población fue entonces abandonada permaneciendo solo los frailes franciscanos. Al observar que la cuesta del terreno del lado poniente del río era más propicia para el desagüe de las lluvias, los que se quedaron se reinstalaron en ese lugar, que corresponde a la actual Plaza Mayor llamado zócalo de Puebla. Motolinia en sus apuntes menciona que Puebla "fue tan desfavorecida que estuvo para despoblarse". Una vez reinstalados, con los pocos que quedaron, Puebla estaba lista para una segunda fundación.

### Puebla vuelve a fundarse

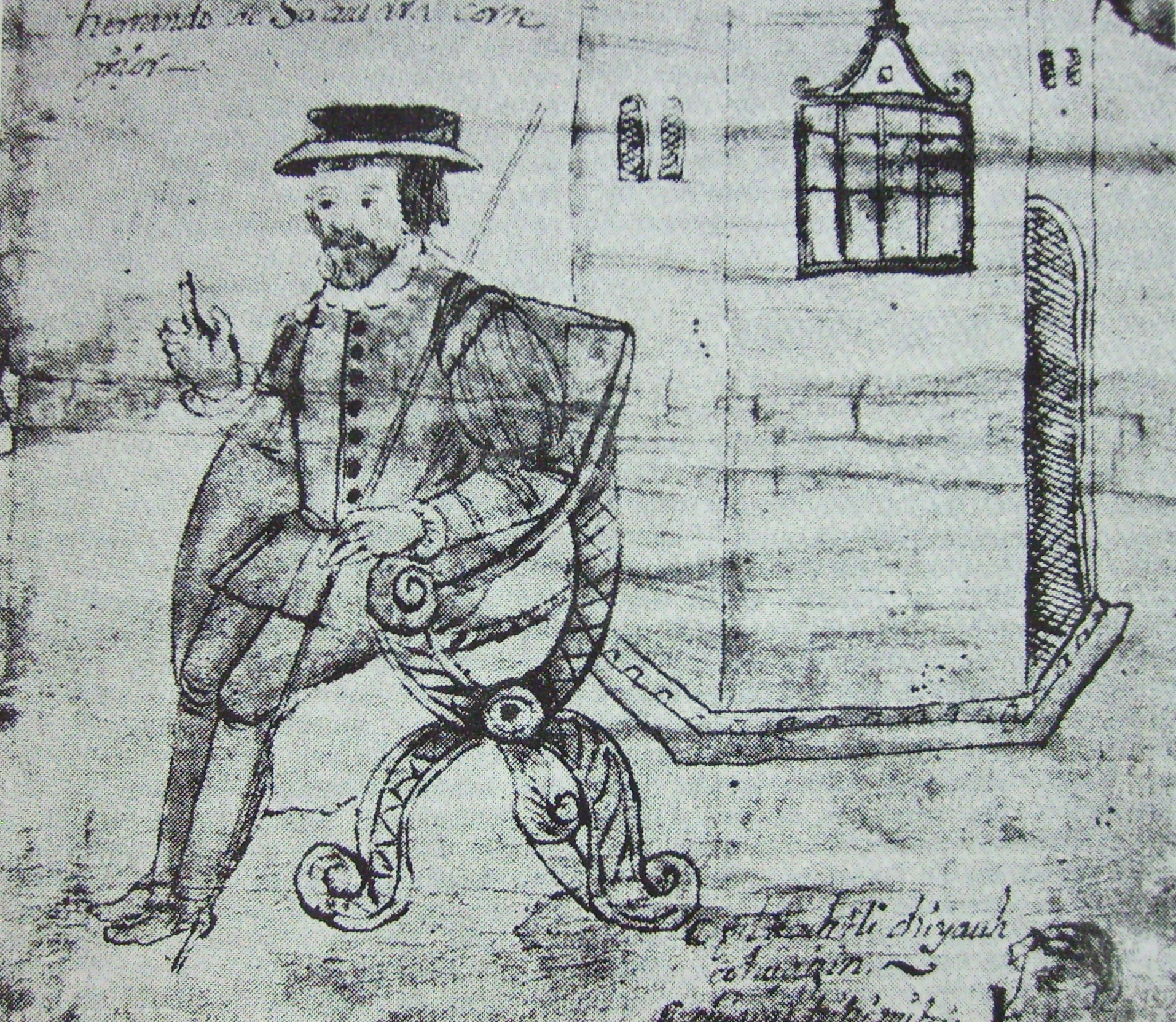
Hernando de Saavedra, primer corregidor de Puebla. El edificio de la derecha representa la nueva fundación. Detalle de un códice pictográfico contemporáneo, existente en el Museo Nacional y llamado "Introducción de la Justicia en Tlaxcala.

Veytia se basó, sin fundamento histórico, en la tradición de celebrar la fecha de la refundación de Puebla el 29 de septiembre de 1531, día de San Miguel, que provino de que se eligiera al santo patrono de los Ángeles, como patrono de la Puebla de los Ángeles. Sin embargo, los archivos municipales señalan claramente que Salmerón discutió con los franciscanos hacia el 18 de noviembre de 1532, "el asiento y sitio que ha de tener" la colonia después de las inundaciones, pues cuando el oidor visitó el lugar no quedaba nada de las anteriores casas pero tampoco se habían construido ninguna.
El hecho de que no haya registros municipales entre la época de las inundaciones y el nuevo establecimiento hacen suponer a los historiadores que Puebla fue prácticamente abandonada y que fue una ciudad solo de nombre. Solo un documento de la Audiencia dirigida a las poblaciones de Nueva España fechado el 14 de junio de 1532 hace suponer de una existencia precaria del establecimiento.
Hay señales, por un informe de los oidores en noviembre de 1532, de que la corona estaba enterada de la inundación, "la población de la ciudad de los Ángeles procura con insistencia su conservación como vuestra majestad lo manda".
Es de remarcar que los oidores en su informe se refirieran a "la ciudad de los Ángeles" adelantándose a la cédula real, que si bien había sido fechada el 20 de marzo de 1532, no llegó a Puebla sino hasta febrero de 1533, lo cual indica que la cédula había llegado a la Nueva España un poco antes.
Otro dato que hace suponer que no desapareció del todo la colonia es que de los veinte colonos que se sabe habían residido antes de 1531, doce estuvieron presentes en la segunda fundación de 1532.

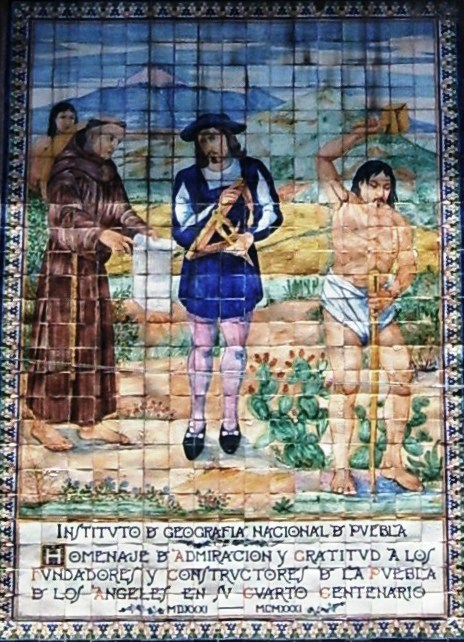
Representación en talavera de la fundación de la Puebla de los Ángeles en la fachada del templo de la Santísima Trinidad con motivo del 4° centenario.

Salmerón regresó a Puebla en noviembre de 1532, con instrucciones de seleccionar un nuevo lugar, repartir predios, decidir sobre la construcción de los edificios públicos, organizar la mano de obra de los indios y construir posadas a lo largo de la nueva ruta, lo que se cumplió en el mismo mes. Se le concedió a Puebla la explotación de una parte del Valle de Atlixco, en respuesta a una queja de los colonos diciendo que la nueva ubicación estaba en "tierra fría", es decir, no apropiada para la agricultura. Más aún, Salmerón y Fray Jacobo de Testera, guardián de Huejotzingo otorgaron a cada colono una o dos caballerías de tierra, derechos de residencia en Nueva España, y condición marital, dando pasos hacia una comunidad aún más jerarquizada. Debido a que esto implicaba arrebatar las tierras a los indios, estaba en completa contradicción con el principio original de la fundación. Aunque el establecimiento aún conservaba su carácter de experimento social por el hecho de que la mayor parte de los colonos no tenían indios encomendados, se había iniciado ya una lenta, pero progresiva, estratificación social contraria a las aspiraciones de la corona y el clero.
Salmerón, después de visitar Puebla, rindió un informe fechado el 9 de febrero en México. El documento demuestra un cambio de opinión al hablar positivamente de los conquistadores y encomenderos que lentamente engrosaban el establecimiento: 

Los vecinos que allí (en Puebla) han poblado hasta agora han seydo pocos, como paresce por la descreision, e no sacados desta ciudad (México) porque sólo uno que tenía en esta ciudad un mesón es vecino de la Puebla. Los demás no tenían casas aquí ni en otra parte, e algunos dellos son conquistadores que andavan envueltos con indias vagando por la tierra, homes de poca suerte e pobres, e se han recogido allí e casado, e hacen vida de cristianos; e otros son conquistadores  viejos e casados con mujeres de la tierra, e pobres; e  otros son conquitadores e pobladores casados con mujeres  de  esos reinos; e algunos solteros e se quieren casar; e todos se aplican a se sostener con la ayuda que les hacen los indios. E con su  industria e  travaxo  tienen granjerías de  labranza e ganados, e tienen dónde poner viñas en  tierra  templada e conviniente para ellas, e  todos  tienen grand deseo de se dar a esto, e procuran plantas para poner por todas las vías que pueden. E no ha seydo pequeña buena obra  remediar a estos  conquistadores que lo trabaxaron en la tierra e  pasaban muncha necesidad. Agora toman allí vecindad algunos que tienen repartimientos cercanos, porque los unos  se abriguen con los otros o porque por indios resciban grand pruecho de servir cerca de sus casas.

Además de la ayuda indígena recibida el primer año de la fundación, esta se renovó en diciembre de 1532, llegando cientos de ellos provenientes de Tlaxcala y Cholula para el servicio de los cultivos y la construcción. Los colonos españoles y su familias, que sumaban unas treinta y tres en aquel 1532 recibieron de cuarenta a cincuenta trabajadores, suma alta para un pequeño encomendero. (Véase la placa de los nombres de los primeros vecinos de Puebla en este artículo).
Salmerón, quien hacia visitas regulares a Puebla, trajo al comenzar el año de 1533 la merced real que elevaba a Puebla a la categoría de ciudad. Con esta nueva cualidad se permitía el aumento en el número de sus representantes municipales lo que provocó que muchos de los vecinos comenzaran a solicitar la compra de cargos municipales dando pasos hacia una oligarquía municipal y al mismo tiempo un revés para los propósitos originales de la fundación. Es significativo que Salmerón ya no condenara estas iniciativas de los poblanos adversas a aquellos planes y solo recomendó que la audiencia y no la corona nombrara a lo nuevos miembros del cabildo.
A pesar del estatuto, la Audiencia mantuvo el control de la colonia enviando el 17 de marzo de 1533 a un corregidor para Puebla, Tlaxcala y Cholula: Hernando de Elgueta, quien presidiría las reuniones de cabildo y vigilaría el servicio de los indios, en ausencia de Salmerón. Además la Audiencia se reservaba el derecho de otorgar concesiones de tierras, y redactar las ordenanzas municipales. Comparativamente con otras ciudades coloniales y peninsulares, Puebla aún carecía de la soberanía que le permitiera autogobernarse.
El relativo éxito alcanzado por la colonia incentivó a defenderla de sus críticos que no reconocían a Puebla como nueva ciudad y bastión. El mismo Salmerón en febrero de 1533 calificaba de "atrosos españoles" a quienes se negaban a aceptar la importancia de Puebla como nuevo y próspero centro colonial. Estos ataques provenían del cabildo de la Ciudad de México y de respetados e influyentes hombres de la Nueva España, quienes criticaron abiertamente la posibilidad de subsistencia de un experimento colonial sin la ayuda indígena.

...dicen algunos frailes que los españoles pueden vivir en estas partes como viven en Castilla, e con poca ayuda de indios, diciendo ser esta tierra fértil, e compáranlo a los que se van a la Puebla de los Ángeles. Están engañados, porque no quieren mirar el yerro ques notorio. Los que van a la Puebla de los Ángeles e se contentan con los indios que se les da son tales que aún no (se) les havia de dar, e de tal gente no se deve hacer caso para poblar ni otra cosa.

Era cierto que los españoles de Puebla se contentaban con una fracción de encomienda pues eran gente humilde y que por sus propios méritos no merecían una, tal como los calificaba el cabildo de México: 

Por la desorden del poblar no ha havido nadie de calidad...

 Aunado a esto, el cabildo deploraba que los poblanos explotaran y abusaran de los únicos indios que habían ayudado a Cortés y a España durante la conquista: los nobles tlaxcaltecas. El buen éxito de la colonia era nocivo para la tranquilidad de la capital al ser aquella un polo de atracción de nuevos pobladores tanto españoles como indios.  
El cabildo de México fue más claro en la petición de julio de 1533, al expresar su deseo de suprimir el experimento colonial, así como el definitivo repartimiento de encomiendas a todos los españoles ilustres. Por su parte la Audiencia negaba tales afirmaciones diciendo que la raíz de la preocupación era que Puebla ponía en riesgo la existencia de la encomienda, y que la emigración de la capital hacia Puebla era más bien atribuible al hallazgo de minas de plata cerca de esta última, por lo cual, los permisos para mudarse por este motivo debían ser rechazados.
La Ciudad de México fue más allá al enviar al prominente encomendero don Luis de Castilla ante el Consejo de Indias para desaconsejar sobre el experimento social de Puebla, aduciendo que los indios de la colonia estaban siendo abusados, además de que los mismos poblanos mostraban estar insatisfechos con su situación, por lo cual recomendaba que se diera fin a la fundación de colonias españolas y si al establecimiento de más monasterios.

### La utopía social llega a su fin
La inclinación a favorecer a los encomenderos y conquistadores por parte de la sociedad poblana ya eran muy marcados para 1534. A medida que los sentimientos idealistas originales de los fundadores se disolvían para dar paso a una sociedad más parecida al patrón normal de las demás colonias, aumentaba la oposición colonial al experimento poblano. En respuesta a los informes que prestó Luis de Castilla ante el Consejo de Indias, Puebla hizo lo propio enviando al licenciado Juan de Salmerón para rendir un informe en el que daba respuesta a los cargos de la Ciudad de México, reiterando que los poblanos eran buenos cristianos viviendo de sus "haciendas y granjerías, lo cual es muy diferente de lo que en otros pueblos de esta Nueva España se hace". De tal forma que solicitaban la ayuda de más mano de obra indígena y rechazaban la idea de que representaran una amenaza para el despoblamiento de las demás colonias ya que la Audiencia había prohibido la emigración.
Al informe se añadía una lista de vecinos varones y su actuación en la conquista, con especificación de posesiones fueran estas encomiendas o corregimientos o aquellos que tuvieren tierras en Atlixco, así como la extensión general de estas. Una lista de sus esposas, sus razas y su residencia o no residencia.
Puebla contaba para el 20 de abril de 1534 con 50 cabezas de familia adicionales de las treinta que había un año y medio antes al momento de la segunda fundación. Se tienen algunos datos de sus pobladores que dan una idea de la situación del progreso del establecimiento del que sus planificadores estaban satisfechos: 
- 13 cabezas de familia tenían calidad de residentes
- 35 eran de conquistadores.
- 18 de los conquistadores, incluyendo siete de los once miembros del cabildo eran encomenderos.
- 9 de los miembros del cabildo tenían corregimientos.
- 17 habían importado de España vides, manzanos, olivos, naranjos e higueras para los campos de Atlixco.
- La población contaba con un "molino de pan moler" y otro en construcción.
- Había un hospital para los viajeros y los españoles de la zona.
- Puebla comenzaba a ser un centro comercial.

Con esta información Salmerón repitió a la corona la importancia de eximir a la ciudad de impuestos y solicitó nuevas mercedes como a las que toda ciudad española tenía derecho: armas municipales, jurisdicción sobre determinados asuntos, derecho de nombrar a funcionarios municipales, que ya tenía; un fiel ejecutor y un alguacil mayor. Además de estas prerrogativas con las que toda ciudad española contaba, Puebla pedía se le otorgara en concesión más tierras en Atlixco, mano de obra indígena para la construcción del hospital, cuatro ventas con el fin de aumentar su ingreso municipal y menos intromisión del corregidor o de la audiencia sobre los asuntos del cabildo. Salmerón además pedía que la audiencia residiera en Puebla temporalmente. En respuesta a todas estas concesiones Salmerón prometía que la ciudad se convertiría en "la mejor y más principal ciudad desta Nueva España".
Con estas pretensiones Puebla no solo reclamaba privilegios de ciudad sino de capital virreinal y abandonaba su pretensión de servir de equilibrio en medio de una colonia de conquistadores y encomenderos, adquiriendo sus propios defectos. La misma situación especial con que inició el experimento social volvió propensa a la colonia a pedir favores especiales a una corona deseosa porque el experimento sobreviviera aún a costa de los principios que la crearon. Los colonos fracasaron en demostrar su independencia de la mano de obra indígena y por el contrario se volvieron dependientes de ella y más aún, la reclamaron. Pidieron más tierras que necesariamente usurpaban los derechos de los indios y más poblanos se volvía corregidores y encomenderos estratificando aún más a la comunidad fincando las bases para una futura aristocracia.
El año de 1534 significa el fin del periodo fundacional de Puebla pero al mismo tiempo el fin del experimento social. Salmerón regreso a la Nueva España y con esto la colonia adquirió menos tutelaje de la corona.

## El proyecto de ciudad

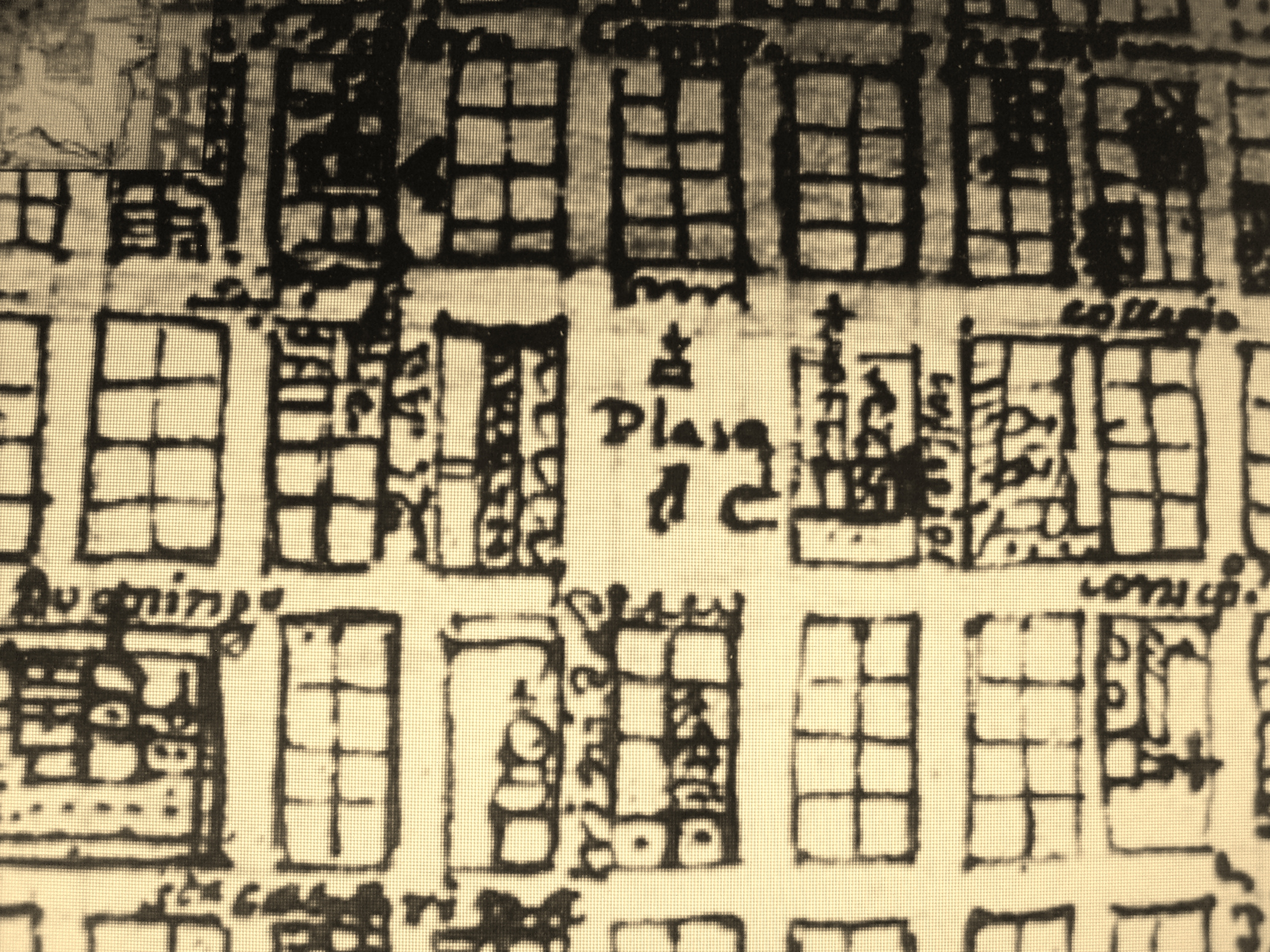
La Plaza Mayor en un plano de 1698 donde se observa la división de las manzanas en ocho solares.

La traza de la nueva ciudad tuvo la influencia del nuevo espíritu del Renacimiento, por lo que sus fundadores optaron por un patrón de asentamiento rectangular, que si bien no era nuevo si era poco común. El terreno, llano y libre de poblaciones indias, era propicio para planificar un asentamiento conforme al nuevo individualismo renacentista que otorgaba mayores y planificados espacios. Se decidió por una traza regular que partía de una plaza mayor o de armas, delimitada por las sede de los poderes civil y eclesiástico, a imitación de las ciudades españolas. La ciudad además presentaba deliberadamente, una orientación de aproximadamente 17° hacia el este en relación con el norte.
Al paralelogramo rectángulo de la plaza mayor se le dio 250 varas de largo corriendo de oriente a poniente y 128 de norte a sur, es decir 210 por 107 metros, que sirvió como medida para las demás manzanas formando así un emparrillado reticular.
Partiendo de la plaza, se trazaron un número de 295 manzanas a su alrededor destinándolas para casas habitación y 125 para huertas, quintas y sembradíos. Las manzanas proyectadas para la siembra se les designaron 400 varas de oriente a poniente y cien varas de norte a sur, tamaño apropiado para la siembra y la cría de animales, principalmente cerdos, incluyendo huertas y establos.
Trazadas las manzanas, se llevó a cabo el repartimiento de los solares siendo Alonso Martín Partidor el encargado de realizar esta acción. El espíritu humanista del renacimiento de los fundadores influyó para repartir con prodigalidad a las cabezas familiares, quedando divididas las manzanas en ocho solares por cada una, es decir más de 2000 m² por familia.
En otros segmentos de la ciudad se proyectaron plazas menores, que servirían para cerrar edificios de otra índole a la habitacional. Así se crearon las plazuelas de San Luis, para leña y carbón; la de San Antonio, más cercana a los indios de la Resurrección y Canoa; la de San José, arbolada; la de los Carros, como estación para los carruajes; la de San Roque; los Sapos, donde abundaban estos batracios; las plazuelas del Carmen, de San Agustín; la de Nuestra Señora de Guadalupe y la pequeña plazuela de la Compañía.

## Controversias

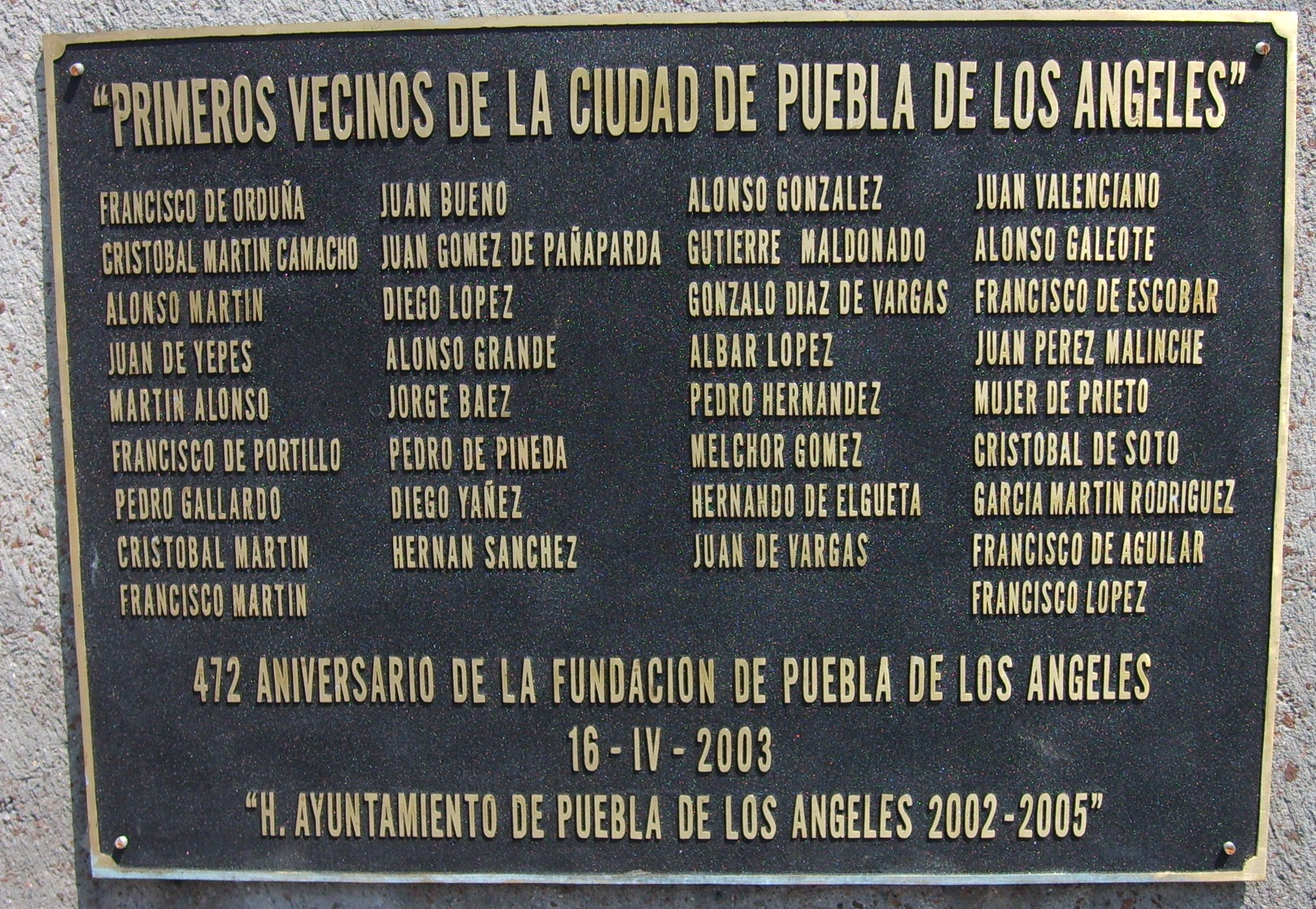
Placa que conmemora a los primeros vecinos de Puebla.

### Sobre los fundadores originales
Es Garcés, según el imaginario popular relatado por Bermúdez de Castro y Veytia, quien después de tener un sueño en el que los ángeles le indican un hermoso y exuberante lugar con tierra fértil, agua abundante y clima saludable, al día siguiente conduce a los franciscanos al lugar de lo que sería la ciudad de Puebla. Aunque deba darse el crédito al obispo Garcés de ser el primer propulsor de la idea, dado que fue intercesor de la fundación desde muy temprano, su posterior oposición hace verosímil la versión de Vetancourt en cuanto a que fue Motolinia y sus franciscanos quienes escogieron el lugar de la fundación. El mismo Motolinia, en su dispersa e incompleta obra, se describe a sí mismo participando protagonicamente, en las ceremonias de fundación y en los primeros días de vida de la población, esto aunado al hecho de que los franciscanos tenían un mejor conocimiento, que el de Garcés, de aquellos parajes, al ser guardianes de Tlaxcala, Cholula, Tepeaca y Huejotzingo.

### Sobre el lugar de la fundación

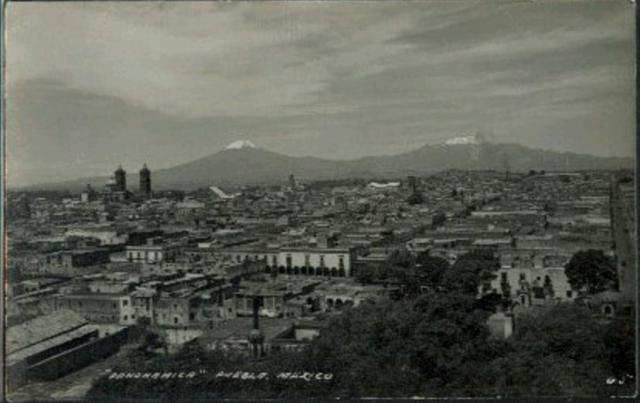
Fotografía de principios del s. XX desde el sitio de la primera fundación, se aprecian las torres de la Catedral que indican el sitio definitivo. Al fondo el Popocatépetl y el Iztaccíhuatl.

Existen dos informaciones contradictorias, una de Diego Bermúdez de Castro que dice que Puebla se estableció en un lugar donde ya existía una venta regenteada por dos españoles, Esteban de Zamora y su pariente Pedro Jaimes, en el camino de México a Veracruz, sin embargo, en un informe de la Audiencia señala que el lugar elegido estaba apartado del camino principal, unas cinco o seis leguas, que después fue desviado para que pasara por Puebla, fuera de Bermúdez de Castro ninguna documentación menciona ni a los españoles ni a su venta.
Según documentos de Torquemada, Herrera y recogidos por investigadores posteriores, Puebla se fundó en un paraje solitario, antiguamente ocupado por un establecimiento indígena, llamado Cuetlaxcohuapan "lugar donde se lavan entrañas" o "tierra de serpientes". Sin embargo, aunque se confirma el nombre con anales mexicanos, en ningún otro documento es posible confirmar que hubiese existido una población con ese título.
Otro documento lo constituye un informe que fue enviado el 13 de agosto de 1531 por Juan Salmerón a la corona. Juan Salmerón quien era oidor, presidente de la Segunda Audiencia y encargado de la fundación de Puebla menciona que había escogido un lugar a una legua al norte de Totumiacan (Totimehuacan), lugar donde había existido una importante población indígena destruida 60 años atrás por los Tepeaca. Unos habían huido a Tlaxcala y un reducido grupo permaneció en el área que en 1531 contaba solo con unas cincuenta o sesenta familias, al llegar los fundadores españoles aquellos protestaron por la cercanía a su pueblo reclamando sus antiguos derechos de tres o cuatro leguas, antes de la derrota ante los Tepeaca. Sin embargo, aunque Salmerón no explicó como se resolvió ese conflicto, menciona a Alonso Galeote, quien fuera encomendero de aquellas familias y que posteriormente se convirtió en vecino de Puebla y miembro de su cabildo en 1533, hecho que se corrobora en otros documentos.
Basándose en los testimonios de Fray Juan de Zumarraga y del licenciado Juan de Salmerón, la fundación de la primera ciudad se ubicaría entre el cerro de Guadalupe, llamado entonces cerro de Belén, zona actual de los fuertes de Loreto y Guadalupe, y la población de San Francisco Totimehuacán. Salmerón la ubica a 4 km al norte de aquella población, con lo cual resulta que la fundación de la primera ciudad ocurrió al sudeste de la actual Plaza mayor o zócalo, pero se desconoce el sitio exacto. El autor contemporáneo Hugo Leicht llega a la misma conclusión de Zumarraga y Salmerón. Veytia por su parte la ubica un poco más al norte, en las faldas del cerro de Guadalupe, es decir, en la margen oriental del río San Francisco, al norte de la iglesia y monasterio del mismo nombre. Veytia se basa en que los primeros pobladores construyeron sus casa alrededor de este edificio.

### Sobre el nombre
De acuerdo a Cerón Zapata la Puebla, (lugar donde se puebla o acto de poblar), fue llamada así por sus fundadores en un período indefinitorio, quizá derivaría de las "cartas de Puebla" concedidas por la corona para la fundación de las nuevas ciudades, Hugo Leicht sugirió que Puebla provendría de Juan de la Puebla, el franciscano español fundador de los minoritas, primeros misioneros de la Nueva España.
Por otra parte, algunos historiadores vieron en el sueño de Garcés el origen del nombre de "Los Ángeles. Sin embargo, el nombre que fue dado muy pronto a la ciudad, probablemente se atribuya a los misioneros franciscanos quienes tenían gran devoción a los santos Ángeles, como lo demuestra la porciúncula del primer convento que fundó San Francisco de Asís, la cual estaba consagrada a Nuestra Señora de los Ángeles. Así también el ministro general de la orden franciscana que envió a los doce misioneros a la Nueva España se llamaba fray Francisco de los Ángeles o el convento en que los reunió en 1523, antes de su salida se llamaba Santa María de los Ángeles. De tal forma que los mismos franciscanos pidieron a la reina le concediera al establecimiento el título formal de Ciudad de los Ángeles, sin embargo, sus habitantes siguieron llamándola afectuosamente Puebla, no obstante las prohibiciones y amonestaciones del ayuntamiento que llegó a multar a quienes insistieran en tal nombre.
La ciudad de Puebla también contó con el título "muy noble y muy leal" gracias a una Cédula emitida por la Casa Real española en febrero de 1561, marcando su importancia frente a otras ciudades virreinales.

### Sobre la fecha
En la década de 1930, al cumplirse los 400 años de la fundación de Puebla, los historiadores y estudiosos se trenzaron en un agrio debate sobre la fecha exacta de la fundación. La polémica se centró en dos fechas: el 16 de abril, día de Santo Toribio de Astorga, el domingo siguiente de resurrección, cuando Fray Toribio de Benavente (Motolinia), celebró o estuvo presente en la primera misa, y el 29 de septiembre, día consagrado a San Miguel Arcángel, cuando fue comunicado a los oidores, de la cédula que legalizaba la fundación de la ciudad, ambos de 1531. El fondo de la discusión era en realidad, la de una definición. El comité organizador se decidió por la fecha del 16 de abril y destacó la importancia del licenciado Juan Salmerón como el gran promotor y realizador de la obra fundacional. Sin embargo, la fundación abarcó un largo periodo de planificación, intentos fallidos y esfuerzos renovados, entre 1530 y 1534, periodo en el que Puebla fue proyectada, discutida, establecida, destruida y restablecida hasta que finalmente alcanzó la plena condición municipal, no sin el acuerdo pleno de sus fundadores y colonos y la continua amenaza de los desastres naturales.

### La Leyenda

#### El sueño de fray Julián Garcés
La leyenda sobre la fundación de Puebla, que por muchos años se tomó por cierta, es del padre Francisco de Florencia, quien la difundió en 1647, más de cien años después, a través de su obra "Narración de la maravillosa aparición que hizo el arcángel San Miguel a Diego Lázaro de San Francisco..." en la que se lee: 

Dicen, pues, que entregado a la quietud del sueño del señor Obispo don Julián Garcés, una noche que asientan haber sido vísperas del Arcángel San Miguel, en su festividad, que celebra la iglesia el 29 de septiembre con el título de la Dedicación, le fue mostrado un hermoso, dilatado campo, por medio del cual corría un cristalino río, y estaba rodeado de otros dos que le ceñían y circunvalan, poblado de variedad de yerbas y flores cuya amenidad fomentaban y entretenían diferentes ojos o manantiales de agua que brotaban esparcidos en todo su terreno haciendo entender al venerable Prelado que aquel era el lugar que tenía el Señor preparado para la fundación que se pretendía a cuyo tiempo vio descender de los cielos a él algunos ángeles, que echando los cordeles, planteaban y delineaban la nueva población. Despertó muy de madrugada y la primera diligencia que hizo fue celebrar el Santo Sacrificio de la Misa, con mucha devoción y recogimiento y haciendo llamar después a los Religiosos Franciscanos que se hallaban en Tlaxcala (entre los cuales estaba el padre Toribio Paredes de Benavente) y otras personas distinguidas y de sus confianza, asi españoles como indios, les refirió el sueño y les dijo que estaba resuelto a salir en persona a reconocer la tierra por si en ella hallaba el sitio que se le había mostrado, para cuyo efecto quería que lo acompañaran. Salió, pues, con esa comitiva, dirigiéndose, no sin superior impulso, hacia la parte sur y habiendo andado cinco leguas llegando al paraje que hoy es la ciudad, suspendió la marcha, haciendo alto en el y teniendo la vista por un lado y por otro lado, conocía ser el mismo que se le había manifestado en el sueño y volviendo a los que le acompañaban les dijo estas palabras: "Este es el lugar que me mostró el Señor y en donde quiere que se le funde la nueva ciudad". A estos agrado mucho el sitio y reflejadas después todas las circunstancias creyeron desde luego que de la asignación que de el hizo el señor Obispo fue por superior ilustración.

## El Escudo de Armas de la ciudad de Puebla de los Ángeles

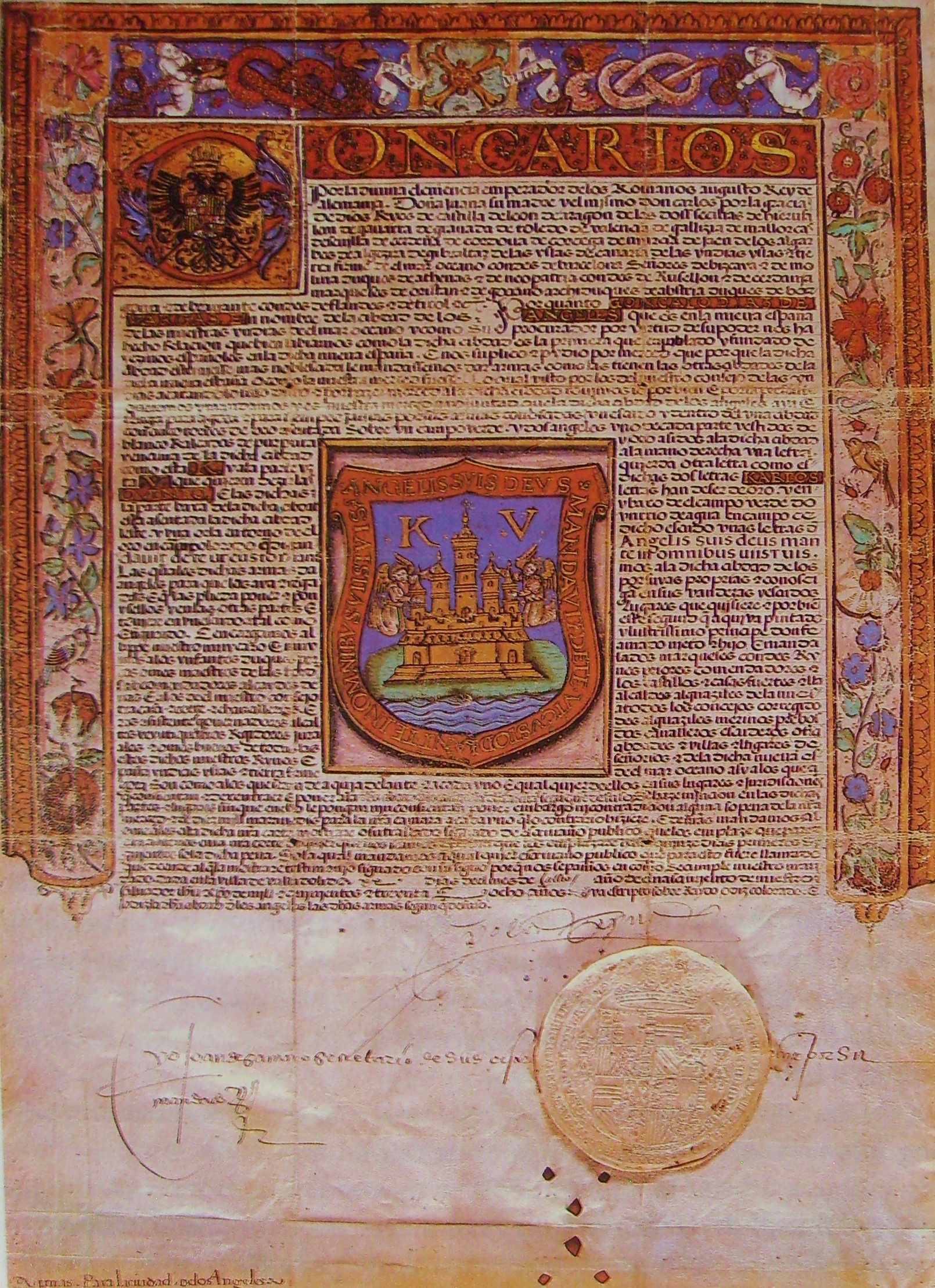
Cédula Real que otorga escudo de armas a la ciudad de Puebla y que fuera concedida por Carlos V en la villa de Valladolid el 20 de julio de 1538.

Por mediación y empeño del procurador de Puebla en España, Gonzalo Díaz de Vargas, uno de los fundadores y su alguacil mayor, Carlos V y su madre, la reina Juana, concedieron a la Ciudad un escudo de armas por cédula real fechada en Valladolid el 20 de julio de 1538.

El escudo representa "una ciudad con cinco torres de oro asentada sobre un campo verde, y dos ángeles, uno de cada parte, vestidos de blanco, realzados de púrpura y oro, asidos a la dicha ciudad, y encima de la dicha ciudad a la mano derecha una letra como esta K y a la parte izquierda otra letra como esta V, y que quieren decir dichas letras Karlos Quinto.

En las dichas 2 letras han de ser de oro, y en la parte baja de la dicha ciudad, un río de agua en campo celeste y una orla en torno de dicho escudo, unas letras en campo colorado que digan: Angelis suis Deus mandavit de te ut custodiant te in ómnibus viis tuis" (Salmo 91, versículo 11; en castellano Dios ordenó a sus ángeles, que te guarden en todos tus caminos).

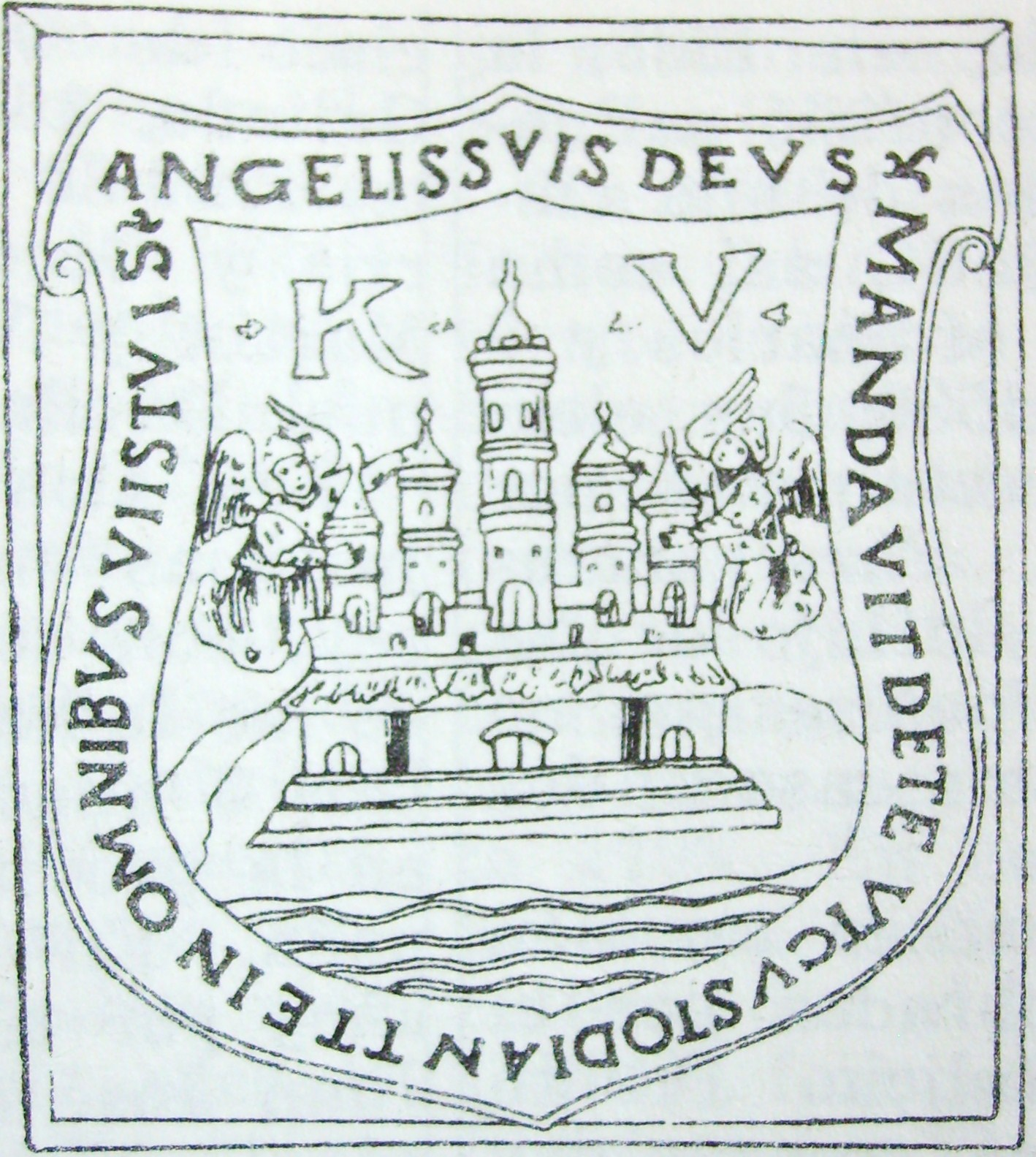
Escudo de Puebla en la cédula de 1538
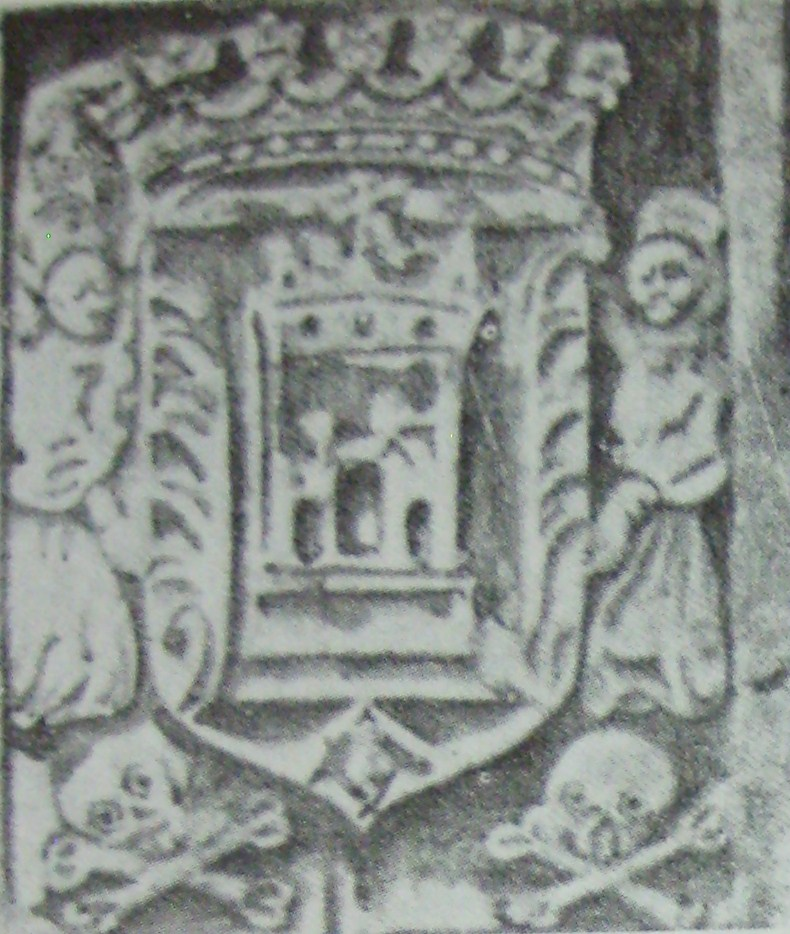
Escudo de Puebla en la fachada del costado del templo de San Francisco
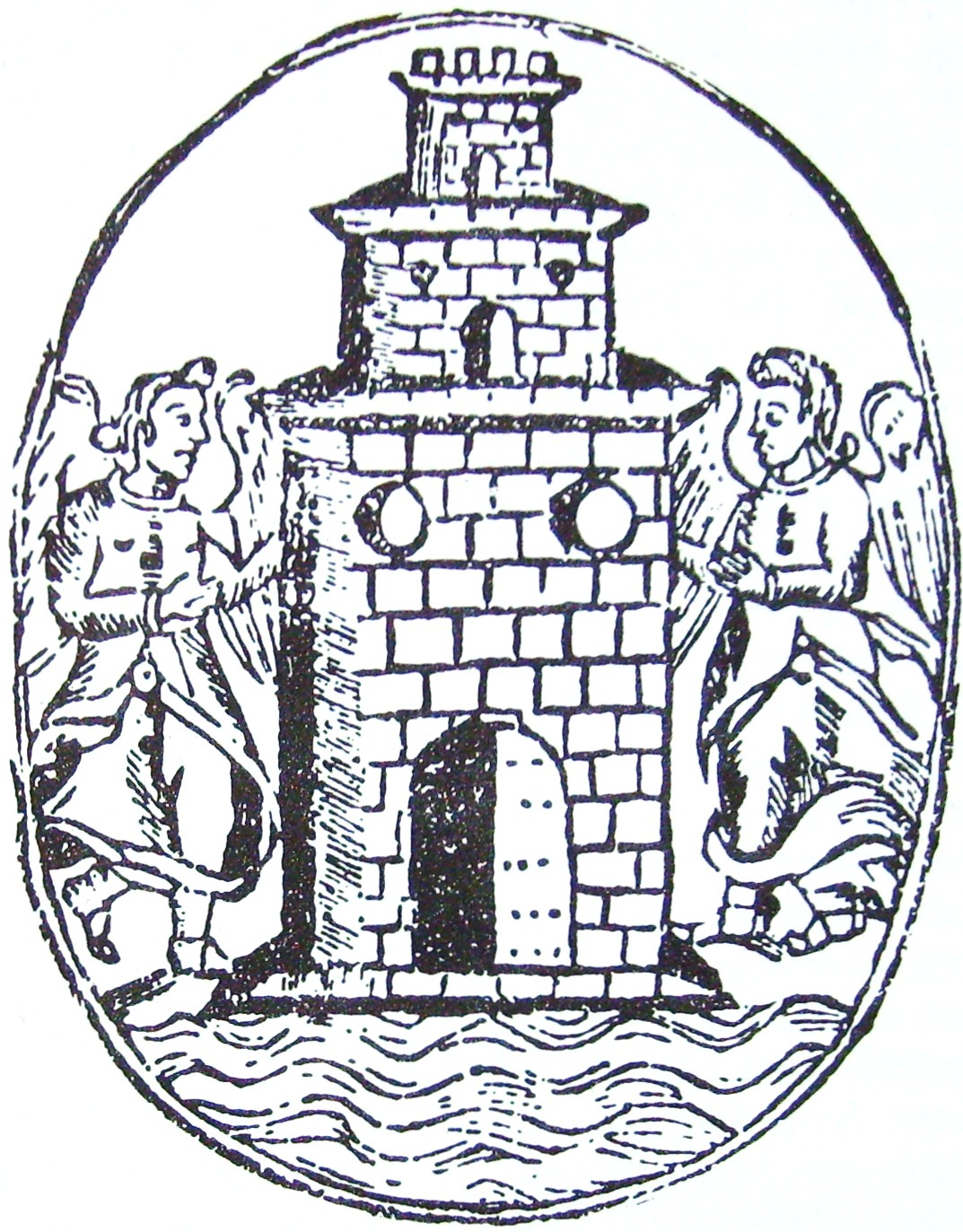
Escudo de Puebla en un impreso de 1645
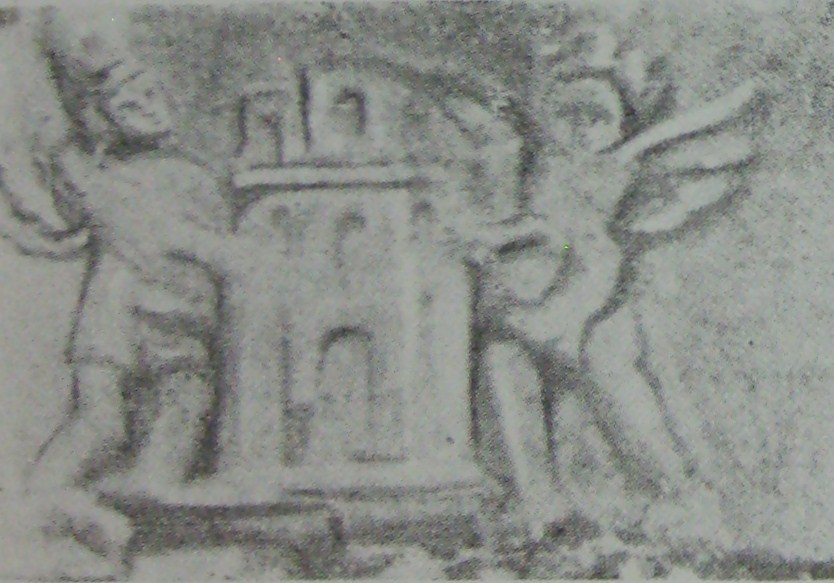
Escudo de Puebla en la fachada del Teatro Principal
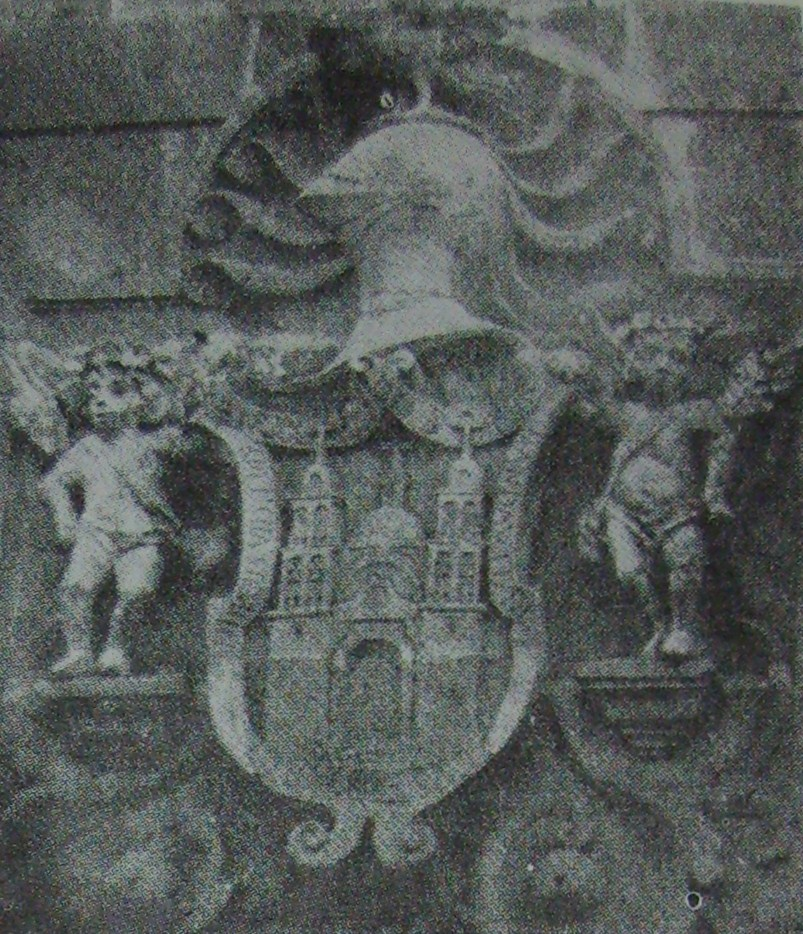
Escudo de Puebla en la antigua fachada de la Alhóndiga
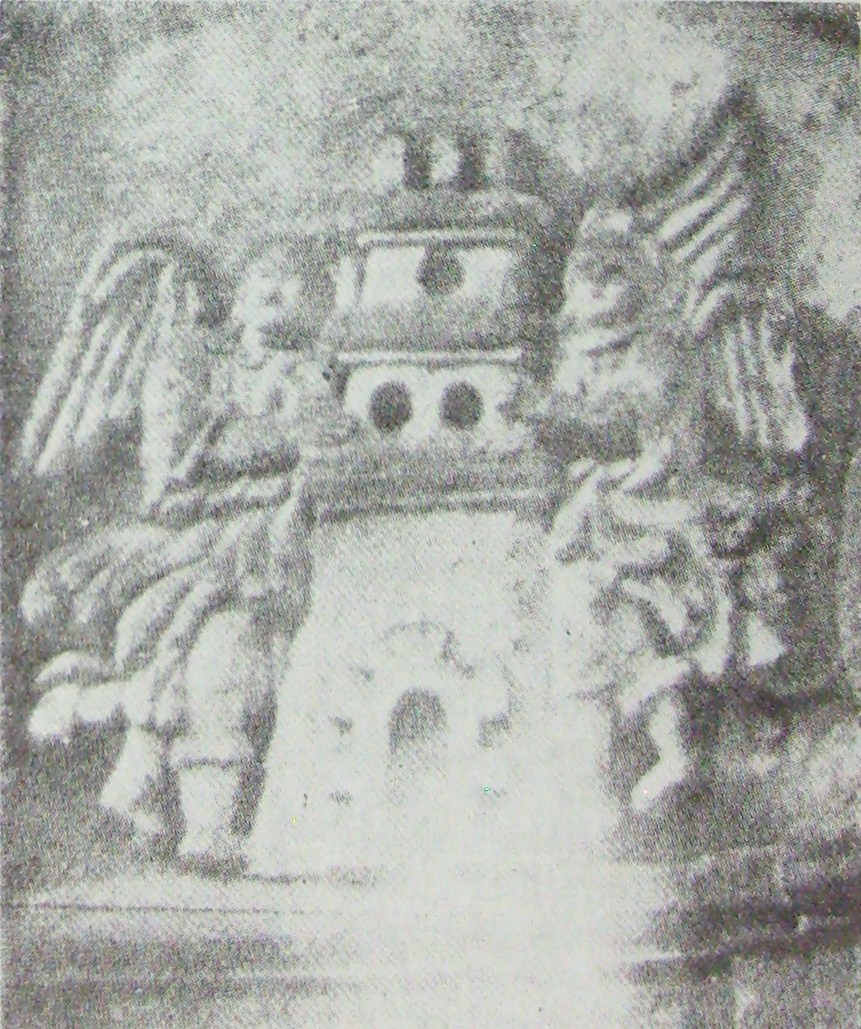
Escudo de Puebla en el arco de Loreto
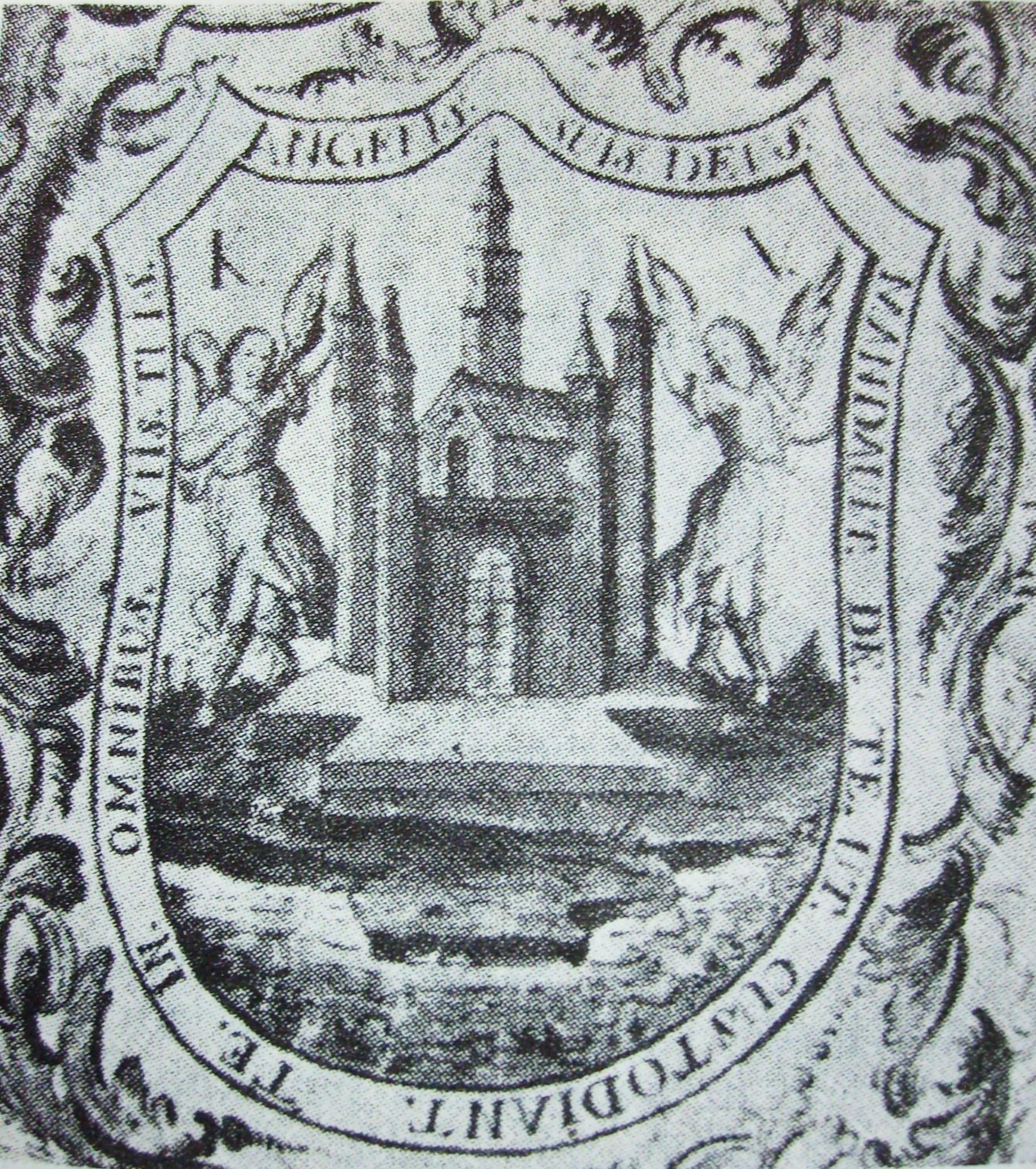
Escudo de Puebla en el Libro de los Patronatos, manuscrito de 1769
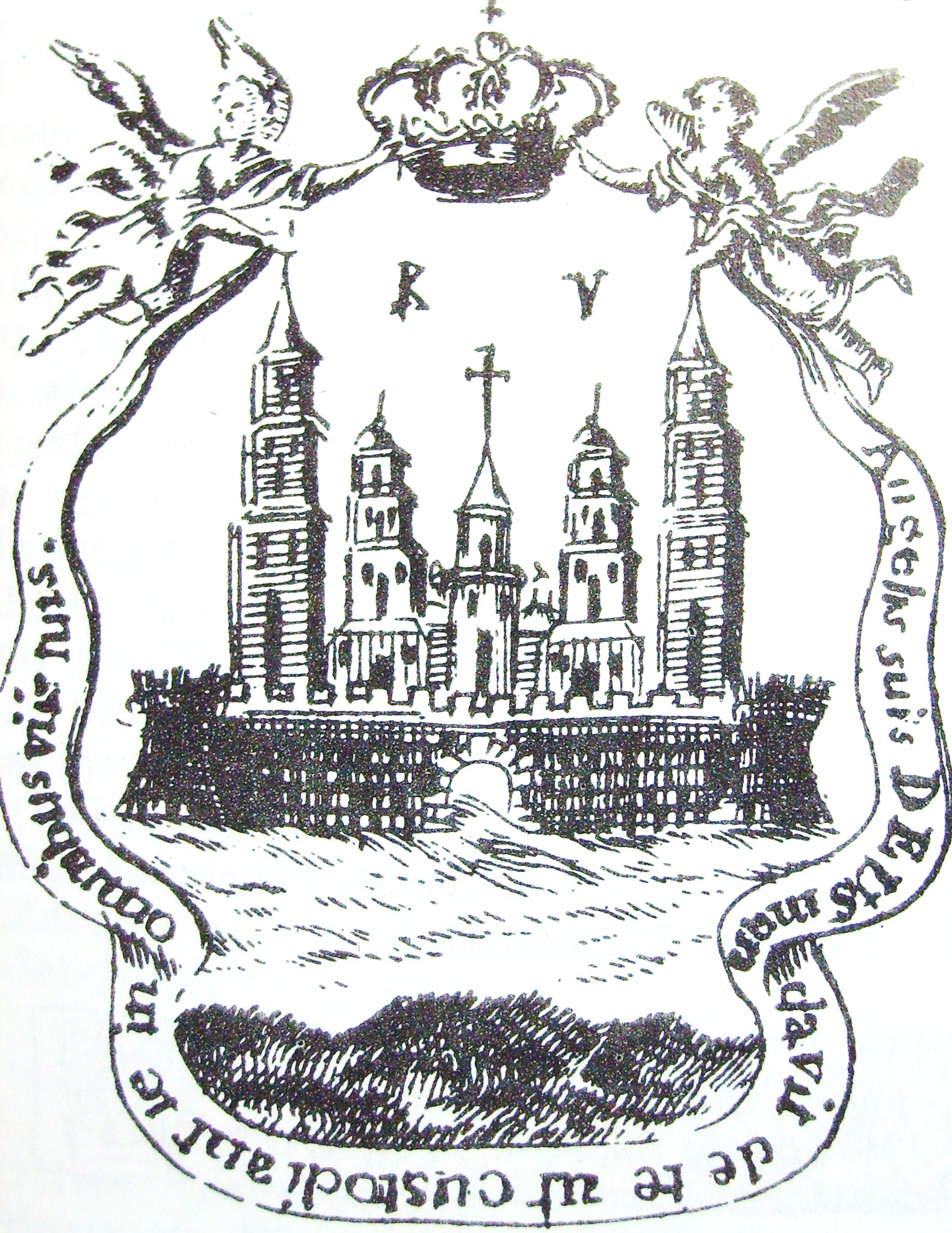
Escudo de Puebla en el plano de Flon de 1796
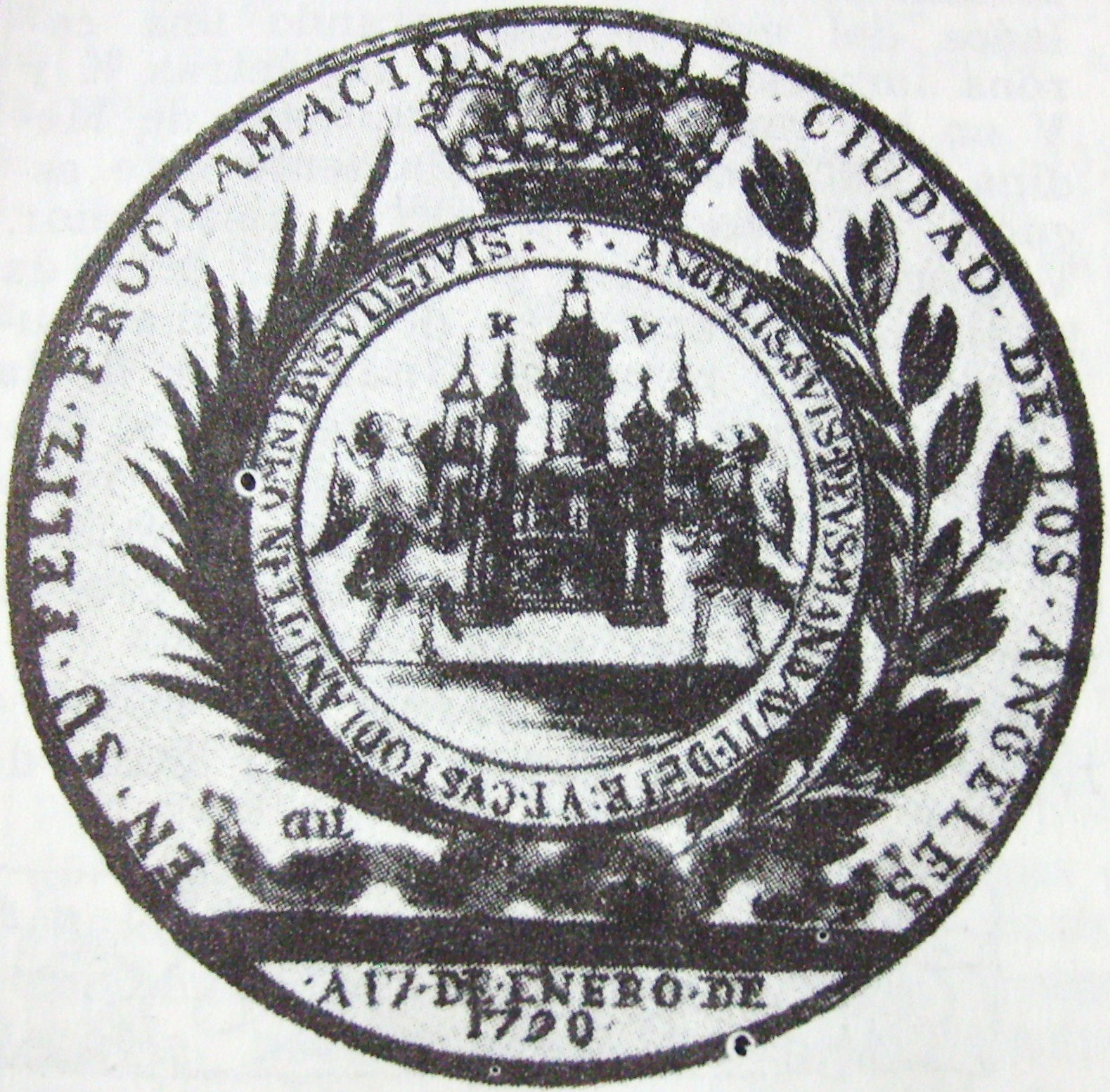
Escudo de Puebla en una medalla de 1790
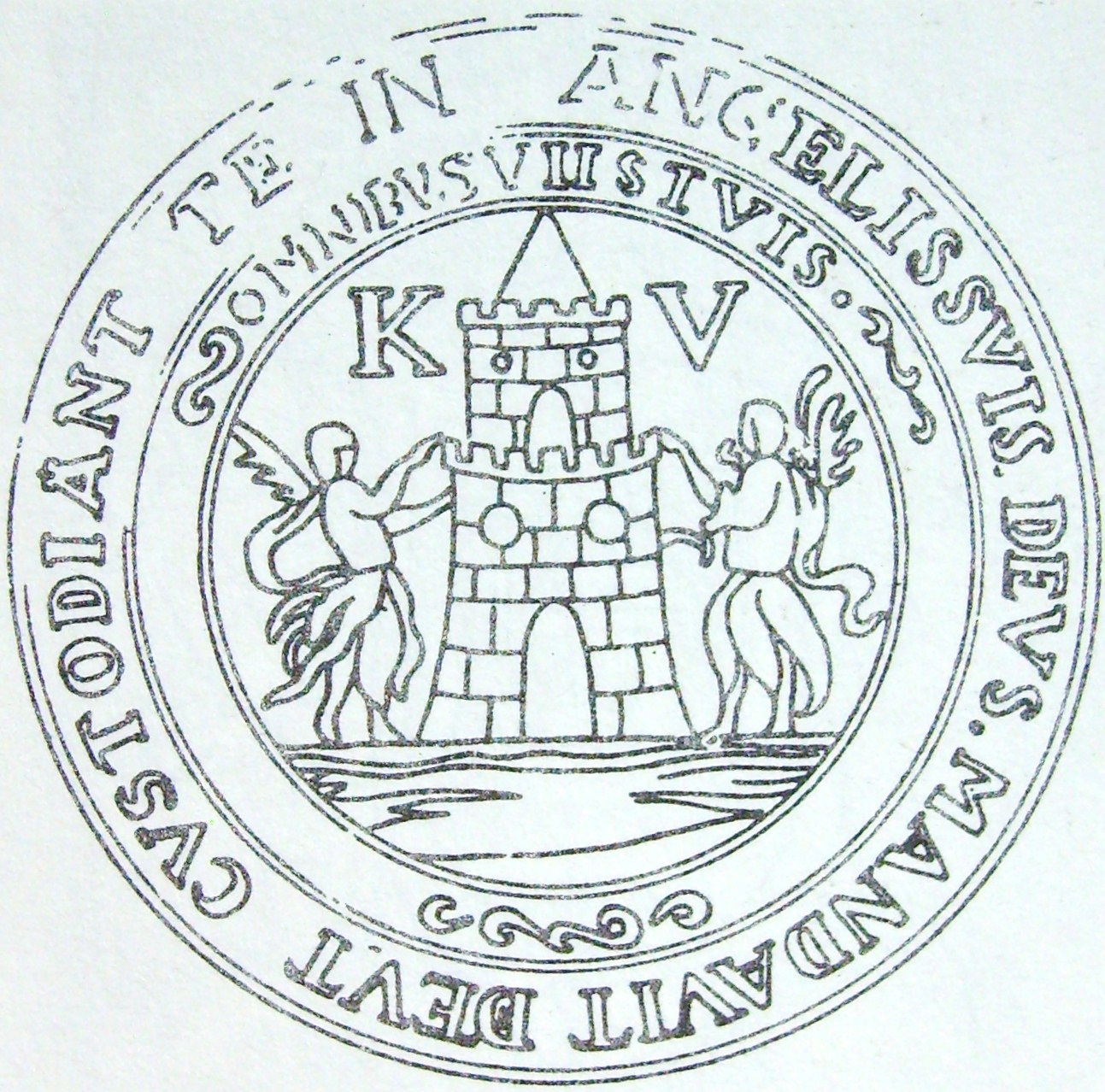
Escudo de Puebla en un sello original de 1813
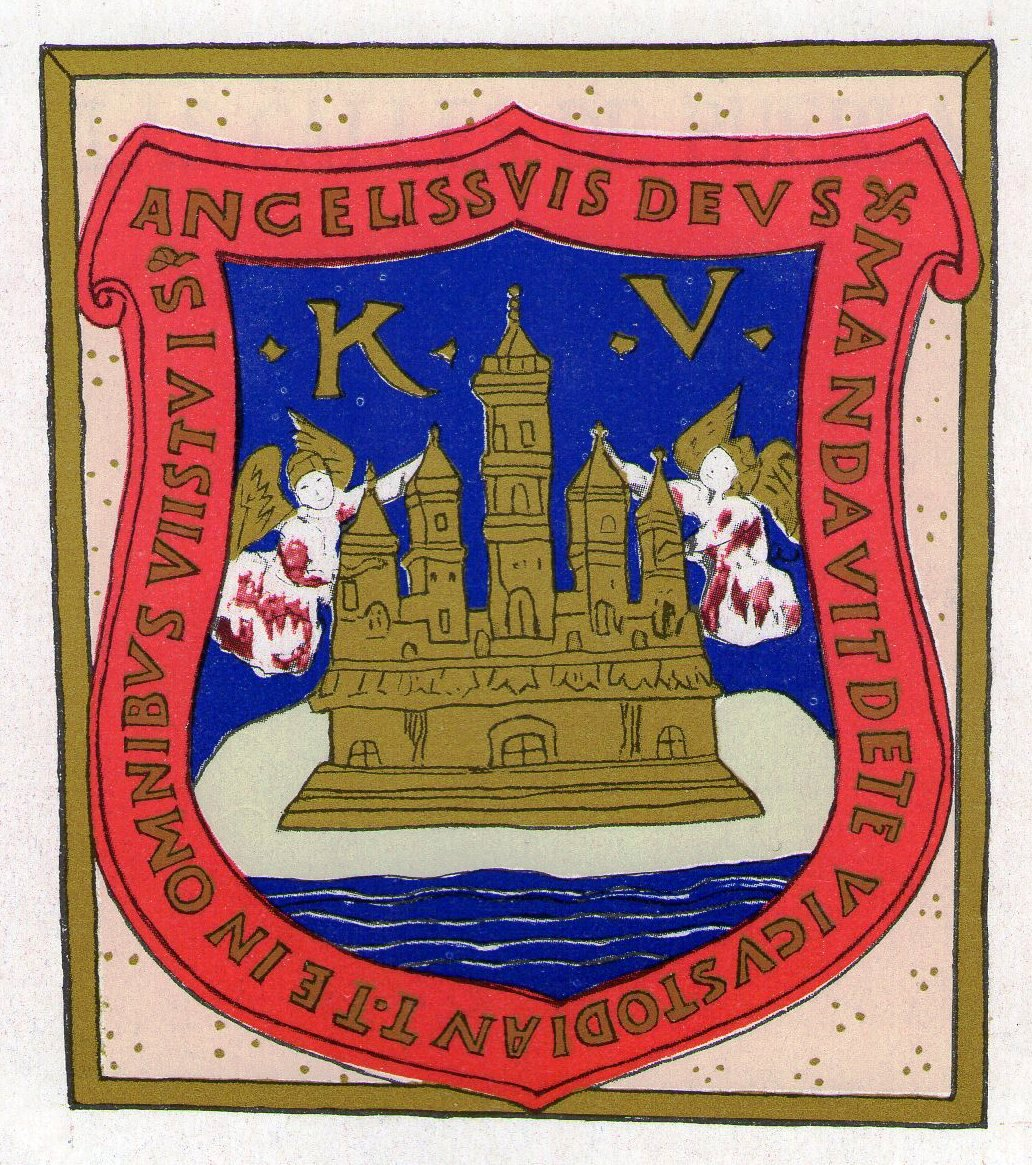
Escudo de Puebla de principios del siglo XX
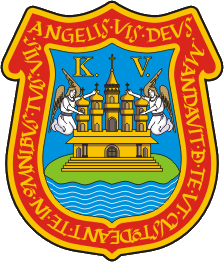
El moderno escudo de Puebla